# Circuitul WTA 2023
Circuitul WTA 2023 a fost cea de-a 53-a ediție a tenisului profesionist feminin de nivel superior, care s-a jucat de-a lungul anului 2023. Sezonul, care s-a desfășurat în perioada 29 decembrie 2022 până în 12 noiembrie 2023, a inclus 58 de turnee, marea majoritate organizate de Asociația de Tenis pentru Femei (WTA). Pentru a doua oară, Hologic, o companie din Massachusetts, axată pe diagnostice medicale și tehnologii în domeniul sănătății femeilor, a devenit partenerul titular.
Calendarul circuitului a inclus patru turnee de Grand Slam organizate de Federația Internațională de Tenis (ITF), turnee de categoriile WTA 1000, WTA 500, WTA 250 și Turneul final al Campioanelor. Sezonul a inclus, de asemenea, competițiile pe echipe Billie Jean King Cup și ediția inaugurală a competiției mixte United Cup. Din cauza invaziei Rusiei în Ucraina în februarie 2022, decizia luată de WTA, ATP și ITF privind anularea turneelor planificate pe teritoriul Rusiei și excluderea echipelor naționale ale Rusiei și Belarusului din competiții, a rămas în vigoare. Jucătorii de tenis ruși și belaruși au putut continua să concureze pe circuite, dar nu sub steagul Rusiei și Belarusului până la o nouă notificare.
Echivalentul masculin al circuitului feminin este Circuitul ATP 2023.

## Lista cronologică a turneelor
Prezentarea cronologică arată lista turneelor din Circuitul WTA 2023, inclusiv locul de desfășurare, numărul de jucători, suprafața, categoria și finanțarea totală.
Legendă
| Turnee de Grand Slam     |
| Turneul Campioanelor     |
| WTA 1000 (Mandatory)     |
| WTA 1000 (non-Mandatory) |
| WTA 500                  |
| WTA 250                  |
| Evenimente de echipă     |

### Ianuarie
| Săptămâna               | Turneu | Campioni                                       | Finaliști                              | Semifinaliști                     | Sfert-finaliști                                                         |
| ----------------------- | --- | ---------------------------------------------- | -------------------------------------- | --------------------------------- | ----------------------------------------------------------------------- |
| 2 ianuarie              | United Cup Brisbane, Perth, Sydney, Australia 7.500.000 $ – Dură – 18 echipe                                 | Statele Unite 4–0                              | Italia                                 | Polonia Grecia                    |                                                                         |
| 2 ianuarie              | Adelaide International 1 Adelaide, Australia WTA 500 826.837 $ – Dură – 30S/24Q/16D Simplu – Dublu           | Arina Sabalenka · 6–3, 7–6(7–4)                | Linda Nosková                          | Ons Jabeur Irina-Camelia Begu     | Marta Kostiuk · Victoria Azarenka · V Kudermetova · Markéta Vondroušová |
| 2 ianuarie              | Adelaide International 1 Adelaide, Australia WTA 500 826.837 $ – Dură – 30S/24Q/16D Simplu – Dublu           | Asia Muhammad Taylor Townsend 6–2, 7–6(7–2)    | Storm Hunter Kateřina Siniaková        | Ons Jabeur Irina-Camelia Begu     | Marta Kostiuk · Victoria Azarenka · V Kudermetova · Markéta Vondroušová |
| 2 ianuarie              | Auckland Open Auckland, Noua Zeelandă WTA 250 259.303 $ – Dură – 32S/32Q/16D Simplu – Dublu                  | Coco Gauff 6–1, 6–1                            | Rebeka Masarova                        | Danka Kovinić Ysaline Bonaventure | Zhu Lin Viktória Kužmová Leylah Fernandez Karolína Muchová              |
| 2 ianuarie              | Auckland Open Auckland, Noua Zeelandă WTA 250 259.303 $ – Dură – 32S/32Q/16D Simplu – Dublu                  | Miyu Kato Aldila Sutjiadi 1–6, 7–5, [10–4]     | Leylah Fernandez Bethanie Mattek-Sands | Danka Kovinić Ysaline Bonaventure | Zhu Lin Viktória Kužmová Leylah Fernandez Karolína Muchová              |
| 9 ianuarie              | Adelaide International 2 Adelaide, Australia WTA 500 780.637 $ – Dură – 30S/24Q/16D Simplu – Dublu           | Belinda Bencic 6–0, 6–2                        | Daria Kasatkina                        | V Kudermetova Paula Badosa        | Caroline Garcia Danielle Collins Beatriz Haddad Maia Petra Kvitová      |
| 9 ianuarie              | Adelaide International 2 Adelaide, Australia WTA 500 780.637 $ – Dură – 30S/24Q/16D Simplu – Dublu           | Luisa Stefani Taylor Townsend 7–5, 7–6(7–3)    | Anastasia Pavliucenkova Elena Rîbakina | V Kudermetova Paula Badosa        | Caroline Garcia Danielle Collins Beatriz Haddad Maia Petra Kvitová      |
| 9 ianuarie              | Hobart International Hobart, Australia WTA 250 259.303 $ – Dură – 32S/24Q/16D Simplu – Dublu                 | Lauren Davis 7–6(7–0), 6–2                     | Elisabetta Cocciaretto                 | Anna Blinkova Sofia Kenin         | Iulia Putințeva Wang Xinyu Bernarda Pera Anhelina Kalinina              |
| 9 ianuarie              | Hobart International Hobart, Australia WTA 250 259.303 $ – Dură – 32S/24Q/16D Simplu – Dublu                 | Kirsten Flipkens Laura Siegemund 6–4, 7–5      | Viktorija Golubic Panna Udvardy        | Anna Blinkova Sofia Kenin         | Iulia Putințeva Wang Xinyu Bernarda Pera Anhelina Kalinina              |
| 16 ianuarie 23 ianuarie | Australian Open Melbourne, Australia Grand Slam 76 500.000 A$ Dură – 128S/128Q/64D/32X Simplu – Dublu – Mixt | Arina Sabalenka 4–6, 6–3, 6–4                  | Elena Rîbakina                         | Victoria Azarenka Magda Linette   | Jeļena Ostapenko Jessica Pegula Karolína Plíšková Donna Vekić           |
| 16 ianuarie 23 ianuarie | Australian Open Melbourne, Australia Grand Slam 76 500.000 A$ Dură – 128S/128Q/64D/32X Simplu – Dublu – Mixt | Barbora Krejčíková Kateřina Siniaková 6–4, 6–3 | Shuko Aoyama Ena Shibahara             | Victoria Azarenka Magda Linette   | Jeļena Ostapenko Jessica Pegula Karolína Plíšková Donna Vekić           |
| 16 ianuarie 23 ianuarie | Australian Open Melbourne, Australia Grand Slam 76 500.000 A$ Dură – 128S/128Q/64D/32X Simplu – Dublu – Mixt | Luisa Stefani Rafael Matos 7–6(7–2), 6–2       | Sania Mirza Rohan Bopanna              | Victoria Azarenka Magda Linette   | Jeļena Ostapenko Jessica Pegula Karolína Plíšková Donna Vekić           |
| 30 ianuarie             | Thailanda Open Hua Hin, Thailanda WTA 250 259.303 $ – Dură – 32S/24Q/16D Simplu – Dublu                      | Zhu Lin 6–4, 6–4                               | Lesia Tsurenko                         | Bianca Andreescu Wang Xinyu       | Marta Kostiuk Tatjana Maria Tamara Zidanšek Heather Watson              |
| 30 ianuarie             | Thailanda Open Hua Hin, Thailanda WTA 250 259.303 $ – Dură – 32S/24Q/16D Simplu – Dublu                      | Chan Hao-ching Wu Fang-hsien 1–6, 6–4, [10–7]  | Wang Xinyu L Zhu                       | Bianca Andreescu Wang Xinyu       | Marta Kostiuk Tatjana Maria Tamara Zidanšek Heather Watson              |
| 30 ianuarie             | Lyon Open Lyon, Franța WTA 250 259.303 $ – Dură – 32S/24Q/16D Simplu – Dublu                                 | Alycia Parks 7–6(9–7), 7–5                     | Caroline Garcia                        | Camila Osorio Marina Zanevska     | Jasmine Paolini Linda Nosková Danka Kovinić Anastasia Potapova          |
| 30 ianuarie             | Lyon Open Lyon, Franța WTA 250 259.303 $ – Dură – 32S/24Q/16D Simplu – Dublu                                 | Cristina Bucșa Bibiane Schoofs 7–6(7–5), 6–3   | Olga Danilović Alexandra Panova        | Camila Osorio Marina Zanevska     | Jasmine Paolini Linda Nosková Danka Kovinić Anastasia Potapova          |

### Februarie
| Săptămâna    | Turneu | Campioni                                                      | Finaliști                                 | Semifinaliști                     | Sfert-finaliști                                                           |
| ------------ | --- | ------------------------------------------------------------- | ----------------------------------------- | --------------------------------- | ------------------------------------------------------------------------- |
| 6 februarie  | Abu Dhabi Open Abu Dhabi, Emiratele Arabe Unite WTA 500 780.637$ – Dură – 28S/24Q/16D Simplu – Dublu                            | Belinda Bencic 1–6, 7–6(10–8), 6–4                            | Liudmila Samsonova                        | Zheng Qinwen Beatriz Haddad Maia  | Daria Kasatkina V Kudermetova Elena Rîbakina Shelby Rogers                |
| 6 februarie  | Abu Dhabi Open Abu Dhabi, Emiratele Arabe Unite WTA 500 780.637$ – Dură – 28S/24Q/16D Simplu – Dublu                            | Luisa Stefani Zhang Shuai 3–6, 6–2, [10–8]                    | Shuko Aoyama Chan Hao-ching               | Zheng Qinwen Beatriz Haddad Maia  | Daria Kasatkina V Kudermetova Elena Rîbakina Shelby Rogers                |
| 6 februarie  | Linz Open Linz, Austria WTA 250 259.303 $ – Dură – 32S/32Q/16D Simplu – Dublu                                                   | Anastasia Potapova 6–3, 6–1                                   | Petra Martić                              | Maria Sakkari Markéta Vondroušová | Donna Vekić Clara Tauson Anna-Lena Friedsam Dalma Gálfi                   |
| 6 februarie  | Linz Open Linz, Austria WTA 250 259.303 $ – Dură – 32S/32Q/16D Simplu – Dublu                                                   | Natela Dzalamidze Viktória Kužmová 4–6, 7–5, [12–10]          | Anna-Lena Friedsam Nadiia Kichenok        | Maria Sakkari Markéta Vondroušová | Donna Vekić Clara Tauson Anna-Lena Friedsam Dalma Gálfi                   |
| 13 februarie | Qatar Open Doha, Qatar WTA 500 780.637 $ – Dură – 28S/32Q/16D Simplu – Dublu                                                    | Iga Świątek 6–3, 6–0                                          | Jessica Pegula                            | V Kudermetova Maria Sakkari       | Belinda Bencic Coco Gauff Caroline Garcia Beatriz Haddad Maia             |
| 13 februarie | Qatar Open Doha, Qatar WTA 500 780.637 $ – Dură – 28S/32Q/16D Simplu – Dublu                                                    | Coco Gauff Jessica Pegula 6–4, 2–6, [10–7]                    | Liudmila Kicenok Jeļena Ostapenko         | V Kudermetova Maria Sakkari       | Belinda Bencic Coco Gauff Caroline Garcia Beatriz Haddad Maia             |
| 20 februarie | Dubai Tennis Championships Dubai, Emiratele Arabe Unite WTA 1000 (non-mandatory) 2.788.468$ – Dură – 56S/32Q/28D Simplu – Dublu | Barbora Krejčíková 6–4, 6–2                                   | Iga Świątek                               | Coco Gauff Jessica Pegula         | Karolína Plíšková Madison Keys Karolína Muchová Arina Sabalenka           |
| 20 februarie | Dubai Tennis Championships Dubai, Emiratele Arabe Unite WTA 1000 (non-mandatory) 2.788.468$ – Dură – 56S/32Q/28D Simplu – Dublu | Veronika Kudermetova Liudmila Samsonova 6–4, 6–7(4–7), [10–1] | Chan Hao-ching Latisha Chan               | Coco Gauff Jessica Pegula         | Karolína Plíšková Madison Keys Karolína Muchová Arina Sabalenka           |
| 20 februarie | Mérida Open Mérida, Mexic WTA 250 259.303 $ – Dură – 32S/24Q/16D Simplu – Dublu                                                 | Camila Giorgi 7–6(7–3), 1–6, 6–2                              | Rebecca Peterson                          | Caty McNally Kateřina Siniaková   | Magda Linette Kimberly Birrell Elisabetta Cocciaretto Sloane Stephens     |
| 20 februarie | Mérida Open Mérida, Mexic WTA 250 259.303 $ – Dură – 32S/24Q/16D Simplu – Dublu                                                 | Caty McNally Diane Parry 6–0, 7–5                             | Wang Xinyu Wu Fang-hsien                  | Caty McNally Kateřina Siniaková   | Magda Linette Kimberly Birrell Elisabetta Cocciaretto Sloane Stephens     |
| 27 februarie | Monterrey Open Monterrey, Mexic WTA 250 259.303 $ – Dură – 32S/24Q/16D Simplu – Dublu                                           | Donna Vekić 6–4, 3–6, 7–5                                     | Caroline Garcia                           | Elise Mertens Zhu Lin             | Mayar Sherif Elisabetta Cocciaretto Ysaline Bonaventure Caroline Dolehide |
| 27 februarie | Monterrey Open Monterrey, Mexic WTA 250 259.303 $ – Dură – 32S/24Q/16D Simplu – Dublu                                           | Iuliana Lizarazo María Paulina Pérez García 6–3, 5–7, [10–5]  | Kimberly Birrell Fernanda Contreras Gómez | Elise Mertens Zhu Lin             | Mayar Sherif Elisabetta Cocciaretto Ysaline Bonaventure Caroline Dolehide |
| 27 februarie | ATX Open Austin, Statele Unite WTA 250 259.303 $ – Dură – 32S/24Q/16D Simplu – Dublu                                            | Marta Kostiuk 6–3, 7–5                                        | Varvara Gracheva                          | Katie Volynets Danielle Collins   | Sloane Stephens Peyton Stearns Anna Kalinskaia Anna-Lena Friedsam         |
| 27 februarie | ATX Open Austin, Statele Unite WTA 250 259.303 $ – Dură – 32S/24Q/16D Simplu – Dublu                                            | Erin Routliffe Aldila Sutjiadi 6–4, 3–6, [10–8]               | Nicole Melichar-Martinez Ellen Perez      | Katie Volynets Danielle Collins   | Sloane Stephens Peyton Stearns Anna Kalinskaia Anna-Lena Friedsam         |

### Martie
| Săptămâna           | Turneu | Campioni                                                    | Finaliști                           | Semifinaliști                 | Sfert-finaliști                                                   |
| ------------------- | --- | ----------------------------------------------------------- | ----------------------------------- | ----------------------------- | ----------------------------------------------------------------- |
| 6 martie 13 martie  | Indian Wells Masters Indian Wells, Statele Unite WTA 1000 (mandatory) 8.800.000 $ – Dură – 96S/48Q/32D Simplu – Dublu | Elena Rîbakina 7–6(13–11), 6–4                              | Arina Sabalenka                     | Iga Świątek Maria Sakkari     | Sorana Cîrstea Karolína Muchová Petra Kvitová Coco Gauff          |
| 6 martie 13 martie  | Indian Wells Masters Indian Wells, Statele Unite WTA 1000 (mandatory) 8.800.000 $ – Dură – 96S/48Q/32D Simplu – Dublu | Barbora Krejčíková Kateřina Siniaková 6–1, 6–7(3–7), [10–7] | Beatriz Haddad Maia Laura Siegemund | Iga Świątek Maria Sakkari     | Sorana Cîrstea Karolína Muchová Petra Kvitová Coco Gauff          |
| 20 martie 27 martie | Miami Open Miami, Statele Unite WTA 1000 (mandatory) 8.800.000 $ – Dură – 96S/48Q/32D Simplu – Dublu                  | Petra Kvitová 7–6(16–14), 6–2                               | Elena Rîbakina                      | Jessica Pegula Sorana Cîrstea | Martina Trevisan Anastasia Potapova E Alexandrova Arina Sabalenka |
| 20 martie 27 martie | Miami Open Miami, Statele Unite WTA 1000 (mandatory) 8.800.000 $ – Dură – 96S/48Q/32D Simplu – Dublu                  | Coco Gauff Jessica Pegula 7–6(8–6), 6–2                     | Leylah Fernandez Taylor Townsend    | Jessica Pegula Sorana Cîrstea | Martina Trevisan Anastasia Potapova E Alexandrova Arina Sabalenka |

### Aprilie
| Săptămâna        | Turneu | Campioni | Finaliști | Semifinaliști                     | Sfert-finaliști                                                    |
| ---------------- | --- | --- | --- | --------------------------------- | ------------------------------------------------------------------ |
| 3 aprilie        | Charleston Open Charleston, Statele Unite WTA 500 780.637 $ – Zgură – 56S/32Q/16D Simplu – Dublu | Ons Jabeur 7–6(8–6), 6–4 | Belinda Bencic | Jessica Pegula Daria Kasatkina    | Paula Badosa E Alexandrova Madison Keys Anna Kalinskaia            |
| 3 aprilie        | Charleston Open Charleston, Statele Unite WTA 500 780.637 $ – Zgură – 56S/32Q/16D Simplu – Dublu | Danielle Collins Desirae Krawczyk 0–6, 6–4, [14–12] | Giuliana Olmos Ena Shibahara                                                                                                 | Jessica Pegula Daria Kasatkina    | Paula Badosa E Alexandrova Madison Keys Anna Kalinskaia            |
| 3 aprilie        | Copa Colsanitas Bogotá, Columbia WTA 250 259.303$ – Zgură – 32S/24Q/16D Simplu – Dublu | Tatjana Maria 6–3, 2–6, 6–4 | Peyton Stearns | Kamilla Rakhimova Francesca Jones | Tamara Zidanšek Sara Sorribes Tormo Laura Pigossi Nuria Brancaccio |
| 3 aprilie        | Copa Colsanitas Bogotá, Columbia WTA 250 259.303$ – Zgură – 32S/24Q/16D Simplu – Dublu | Irina Khromacheva Iryna Shymanovich 6–1, 3–6, [10–6] | Oksana Kalashnikova Katarzyna Piter                                                                                          | Kamilla Rakhimova Francesca Jones | Tamara Zidanšek Sara Sorribes Tormo Laura Pigossi Nuria Brancaccio |
| 10 aprilie       | Billie Jean King Cup calificări Marbella, Spania – Zgură Antalia, Turcia – Zgură Coventry, Regatul Unit – Dură (i) Vancouver, Canada – Dură (i) Delray Beach, Statele Unite – Dură Bratislava, Slovacia – Dură (i) Stuttgart, Germania – Zgură (i) Astana, Kazakhstan – Zgură (i) Koper, Slovenia – Zgură | Câștigătorii rundei de calificare Spania, 3–1 Cehia, 3–1 Franța, 3–1 Canada, 3–2 Statele Unite, 4–0 Italia, 3–2 Germania, 3–1 Kazahstan, 3–1 Slovenia , 3–2 | Perdanții rundei de calificare · Mexic · Ucraina · Regatul Unit · Belgia · Austria · Slovacia · Brazilia · Polonia · România |                                   |                                                                    |
| 17 aprilie       | Stuttgart Open Stuttgart, Germania WTA 500 780.637 $ – Zgură – 28S/32Q/16D Simplu – Dublu | Iga Świątek 6–3, 6–4 | Arina Sabalenka | Ons Jabeur Anastasia Potapova     | Karolína Plíšková Beatriz Haddad Maia Caroline Garcia Paula Badosa |
| 17 aprilie       | Stuttgart Open Stuttgart, Germania WTA 500 780.637 $ – Zgură – 28S/32Q/16D Simplu – Dublu | Desirae Krawczyk Demi Schuurs 6–4, 6–1 | Nicole Melichar-Martinez Giuliana Olmos                                                                                      | Ons Jabeur Anastasia Potapova     | Karolína Plíšková Beatriz Haddad Maia Caroline Garcia Paula Badosa |
| 24 aprilie 1 mai | Madrid Open Madrid, Spania WTA 1000 (obligatoriu) 7.652.714 € – Zgură – 96S/48Q/32D Simplu – Dublu | Arina Sabalenka 6–3, 3–6, 6–3 | Iga Świątek | V.Kudermetova Maria Sakkari       | Petra Martić Jessica Pegula Irina-Camelia Begu Mayar Sherif        |
| 24 aprilie 1 mai | Madrid Open Madrid, Spania WTA 1000 (obligatoriu) 7.652.714 € – Zgură – 96S/48Q/32D Simplu – Dublu | Victoria Azarenka Beatriz Haddad Maia 6–1, 6–4 | Coco Gauff Jessica Pegula | V.Kudermetova Maria Sakkari       | Petra Martić Jessica Pegula Irina-Camelia Begu Mayar Sherif        |

### Mai
| Săptămâna      | Turneu                                                                                                 | Campioni                                          | Finaliști                               | Semifinaliști                       | Sfert-finaliști                                              |
| -------------- | --- | ------------------------------------------------- | --------------------------------------- | ----------------------------------- | ------------------------------------------------------------ |
| 8 mai 15 mai   | Italian Open Roma, Italia WTA 1000 (obligatoriu) 3.572.618 € – Zgură – 64S/48Q/30D Simplu – Dublu      | Elena Rîbakina 6–4, 1–0, ret.                     | Anhelina Kalinina                       | Jeļena Ostapenko V Kudermetova      | Iga Świątek Paula Badosa Zheng Qinwen Beatriz Haddad Maia    |
| 8 mai 15 mai   | Italian Open Roma, Italia WTA 1000 (obligatoriu) 3.572.618 € – Zgură – 64S/48Q/30D Simplu – Dublu      | Storm Hunter Elise Mertens 6–4, 6–4               | Coco Gauff Jessica Pegula               | Jeļena Ostapenko V Kudermetova      | Iga Świątek Paula Badosa Zheng Qinwen Beatriz Haddad Maia    |
| 22 mai         | Internationaux de Strasbourg Strasbourg, Franța WTA 250 235.000 € – Zgură – 32S/16Q/16D Simplu – Dublu | Elina Svitolina 6–2, 6–3                          | Anna Blinkova                           | Lauren Davis Clara Burel            | A Pavliucenkova Emma Navarro Bernarda Pera Varvara Gracheva  |
| 22 mai         | Internationaux de Strasbourg Strasbourg, Franța WTA 250 235.000 € – Zgură – 32S/16Q/16D Simplu – Dublu | Xu Yifan Yang Zhaoxuan 6–3, 6–2                   | Desirae Krawczyk Giuliana Olmos         | Lauren Davis Clara Burel            | A Pavliucenkova Emma Navarro Bernarda Pera Varvara Gracheva  |
| 22 mai         | Maroc Open Rabat, Maroc WTA 250 259.303 $ – Zgură – 32S/16Q/16D Simplu – Dublu                         | Lucia Bronzetti 6–4, 5–7, 7–5                     | Julia Grabher                           | Julia Riera Sloane Stephens         | Martina Trevisan Iulia Putințeva Alycia Parks Peyton Stearns |
| 22 mai         | Maroc Open Rabat, Maroc WTA 250 259.303 $ – Zgură – 32S/16Q/16D Simplu – Dublu                         | Sabrina Santamaria Yana Sizikova 3–6, 6–1, [10–8] | Ingrid Gamarra Martins Lidziya Marozava | Julia Riera Sloane Stephens         | Martina Trevisan Iulia Putințeva Alycia Parks Peyton Stearns |
| 29 mai 5 iunie | French Open Paris, Franța Grand Slam 49.600.000 € – Zgură 128S/128Q/64D/32X Simplu – Dublu – Mixt      | Iga Świątek 6–2, 5–7, 6–4                         | Karolína Muchová                        | Beatriz Haddad Maia Arina Sabalenka | Coco Gauff Ons Jabeur A Pavliucenkova Elina Svitolina        |
| 29 mai 5 iunie | French Open Paris, Franța Grand Slam 49.600.000 € – Zgură 128S/128Q/64D/32X Simplu – Dublu – Mixt      | Hsieh Su-wei Wang Xinyu 1–6, 7–6(7–5), 6–1        | Leylah Fernandez Taylor Townsend        | Beatriz Haddad Maia Arina Sabalenka | Coco Gauff Ons Jabeur A Pavliucenkova Elina Svitolina        |
| 29 mai 5 iunie | French Open Paris, Franța Grand Slam 49.600.000 € – Zgură 128S/128Q/64D/32X Simplu – Dublu – Mixt      | Miyu Kato Tim Pütz 4–6, 6–4, [10–6]               | Bianca Andreescu Michael Venus          | Beatriz Haddad Maia Arina Sabalenka | Coco Gauff Ons Jabeur A Pavliucenkova Elina Svitolina        |

### Iunie
| Săptămâna | Turneu                                                                                                   | Campioni                                              | Finaliști                              | Semifinaliști                    | Sfert-finaliști                                                   |
| --------- | --- | ----------------------------------------------------- | -------------------------------------- | -------------------------------- | ----------------------------------------------------------------- |
| 12 iunie  | Rosmalen Open Rosmalen, Țările de Jos WTA 250 259.303 $ – Iarbă – 32S/24Q/16D Simplu – Dublu             | Ekaterina Alexandrova 4–6, 6–4, 7–6(7–3)              | Veronika Kudermetova                   | Viktória Hrunčáková A. Sasnovici | Céline Naef Ashlyn Krueger Emina Bektas Liudmila Samsonova        |
| 12 iunie  | Rosmalen Open Rosmalen, Țările de Jos WTA 250 259.303 $ – Iarbă – 32S/24Q/16D Simplu – Dublu             | Shuko Aoyama Ena Shibahara 6–3, 6–3                   | Viktória Hrunčáková Tereza Mihalíková  | Viktória Hrunčáková A. Sasnovici | Céline Naef Ashlyn Krueger Emina Bektas Liudmila Samsonova        |
| 12 iunie  | Nottingham Open Nottingham, Regatul Unit WTA 250 259.303 $ – Iarbă – 32S/24Q/16D Simplu – Dublu          | Katie Boulter 6–3, 6–3                                | Jodie Burrage                          | Alizé Cornet Heather Watson      | Elizabeth Mandlik Magdalena Fręch Viktorija Golubic Harriet Dart  |
| 12 iunie  | Nottingham Open Nottingham, Regatul Unit WTA 250 259.303 $ – Iarbă – 32S/24Q/16D Simplu – Dublu          | Ulrikke Eikeri Ingrid Neel 7–6(8–6), 5–7, [10–8]      | Harriet Dart Heather Watson            | Alizé Cornet Heather Watson      | Elizabeth Mandlik Magdalena Fręch Viktorija Golubic Harriet Dart  |
| 19 iunie  | German Open Berlin, Germania WTA 500 780.637 $ – Iarbă – 32S/24Q/16D Simplu – Dublu                      | Petra Kvitová 6–2, 7–6(8–6)                           | Donna Vekić                            | E Alexandrova Maria Sakkari      | V Kudermetova Caroline Garcia M Vondroušová Elina Avanesyan       |
| 19 iunie  | German Open Berlin, Germania WTA 500 780.637 $ – Iarbă – 32S/24Q/16D Simplu – Dublu                      | Caroline Garcia Luisa Stefani 4–6, 7–6(10–8), [10–4]  | Kateřina Siniaková Markéta Vondroušová | E Alexandrova Maria Sakkari      | V Kudermetova Caroline Garcia M Vondroušová Elina Avanesyan       |
| 19 iunie  | Birmingham Classic Birmingham, Regatul Unit WTA 250 259.303 $ – Iarbă – 32S/24Q/16D Simplu – Dublu       | Jeļena Ostapenko 7–6(10–8), 6–4                       | Barbora Krejčíková                     | Zhu Lin Anastasia Potapova       | Linda Fruhvirtová Rebecca Marino Harriet Dart Magdalena Fręch     |
| 19 iunie  | Birmingham Classic Birmingham, Regatul Unit WTA 250 259.303 $ – Iarbă – 32S/24Q/16D Simplu – Dublu       | Marta Kostiuk Barbora Krejčíková 6–2, 7–6(9–7)        | Storm Hunter Alycia Parks              | Zhu Lin Anastasia Potapova       | Linda Fruhvirtová Rebecca Marino Harriet Dart Magdalena Fręch     |
| 26 iunie  | Eastbourne International Eastbourne, Regatul Unit WTA 500 780.637 $ – Iarbă – 48S/16Q/16D Simplu – Dublu | Madison Keys 6–2, 7–6(15–13)                          | Daria Kasatkina                        | Coco Gauff Camila Giorgi         | Petra Martić Jessica Pegula Jeļena Ostapenko Caroline Garcia      |
| 26 iunie  | Eastbourne International Eastbourne, Regatul Unit WTA 500 780.637 $ – Iarbă – 48S/16Q/16D Simplu – Dublu | Desirae Krawczyk Demi Schuurs 6–2, 6–4                | Nicole Melichar-Martinez Ellen Perez   | Coco Gauff Camila Giorgi         | Petra Martić Jessica Pegula Jeļena Ostapenko Caroline Garcia      |
| 26 iunie  | Bad Homburg Open Bad Homburg, Germania WTA 250 259.303 $ – Iarbă – 32S/8Q/16D Simplu – Dublu             | Kateřina Siniaková 6–2, 7–6(7–5)                      | Lucia Bronzetti                        | Iga Świątek Emma Navarro         | Anna Blinkova Varvara Gracheva Rebeka Masarova Liudmila Samsonova |
| 26 iunie  | Bad Homburg Open Bad Homburg, Germania WTA 250 259.303 $ – Iarbă – 32S/8Q/16D Simplu – Dublu             | Ingrid Gamarra Martins Lidziya Marozava 6–0, 7–6(7–3) | Eri Hozumi Monica Niculescu            | Iga Świątek Emma Navarro         | Anna Blinkova Varvara Gracheva Rebeka Masarova Liudmila Samsonova |

### Iulie
| Săptămâna        | Turneu                                                                                                 | Campioni                                             | Finaliști                            | Semifinaliști                            | Sfert-finaliști                                                  |
| ---------------- | --- | ---------------------------------------------------- | ------------------------------------ | ---------------------------------------- | ---------------------------------------------------------------- |
| 3 iulie 10 iulie | Wimbledon Londra, Regatul Unit Grand Slam 44.700.000 £ – Iarbă 128S/128Q/64D/32X Simplu – Dublu – Mixt | Markéta Vondroušová 6–4, 6–4                         | Ons Jabeur                           | Elina Svitolina Arina Sabalenka          | Iga Świątek Jessica Pegula Elena Rîbakina Madison Keys           |
| 3 iulie 10 iulie | Wimbledon Londra, Regatul Unit Grand Slam 44.700.000 £ – Iarbă 128S/128Q/64D/32X Simplu – Dublu – Mixt | Hsieh Su-wei Barbora Strýcová 7–5, 6–4               | Storm Hunter Elise Mertens           | Elina Svitolina Arina Sabalenka          | Iga Świątek Jessica Pegula Elena Rîbakina Madison Keys           |
| 3 iulie 10 iulie | Wimbledon Londra, Regatul Unit Grand Slam 44.700.000 £ – Iarbă 128S/128Q/64D/32X Simplu – Dublu – Mixt | Liudmila Kicenok Mate Pavić 6–4, 6–7(9–11), 6–3      | Xu Yifan Joran Vliegen               | Elina Svitolina Arina Sabalenka          | Iga Świątek Jessica Pegula Elena Rîbakina Madison Keys           |
| 17 iulie         | Cupa Hopman Nice, Franța Campionatele ITF pe echipe mixte Zgură – 6 echipe (RR)                        | Croația 2–0                                          | Elveția                              | Round Robin (Grupa 1) Danemarca · Franța | Round Robin (Grupa 2) Belgia · Spania                            |
| 17 iulie         | Budapest Grand Prix Budapesta, Ungaria WTA 250 259.303 $ – Zgură – 32S/24Q/16D Simplu – Dublu          | Maria Timofeeva 6–3, 3–6, 6–0                        | Kateryna Baindl                      | Nadia Podoroska Claire Liu               | Kaja Juvan Elina Avanesyan AK Schmiedlov Fanny Stollár           |
| 17 iulie         | Budapest Grand Prix Budapesta, Ungaria WTA 250 259.303 $ – Zgură – 32S/24Q/16D Simplu – Dublu          | Katarzyna Piter Fanny Stollár 6–2, 4–6, [10–4]       | Jessie Aney Anna Sisková             | Nadia Podoroska Claire Liu               | Kaja Juvan Elina Avanesyan AK Schmiedlov Fanny Stollár           |
| 17 iulie         | Palermo International Palermo, Italia WTA 250 259.303 $ – Zgură – 32S/24Q/16D Simplu – Dublu           | Zheng Qinwen 6–4, 1–6, 6–1                           | Jasmine Paolini                      | Sara Sorribes Tormo Mayar Sherif         | Daria Kasatkina Clara Burel Camila Osorio Emma Navarro           |
| 17 iulie         | Palermo International Palermo, Italia WTA 250 259.303 $ – Zgură – 32S/24Q/16D Simplu – Dublu           | Yana Sizikova Kimberley Zimmermann 6–2, 6–4          | Angelica Moratelli Camilla Rosatello | Sara Sorribes Tormo Mayar Sherif         | Daria Kasatkina Clara Burel Camila Osorio Emma Navarro           |
| 24 iulie         | Hamburg European Open Hamburg, Germania WTA 250 259.303 $ – Zgură – 32S/24Q/16D Simplu – Dublu         | Arantxa Rus 6–0, 7–6(7–3)                            | Noma Noha Akugue                     | Diana Shnaider Daria Saville             | Martina Trevisan Bernarda Pera Jule Niemeier Eva Lys             |
| 24 iulie         | Hamburg European Open Hamburg, Germania WTA 250 259.303 $ – Zgură – 32S/24Q/16D Simplu – Dublu         | Anna Danilina Alexandra Panova 6–4, 6–2              | Miriam Kolodziejová Angela Kulikov   | Diana Shnaider Daria Saville             | Martina Trevisan Bernarda Pera Jule Niemeier Eva Lys             |
| 24 iulie         | Poland Open Varșovia, Polonia WTA 250 259.303 $ – Dură – 32S/24Q/16D Simplu – Dublu                    | Iga Świątek 6–0, 6–1                                 | Laura Siegemund                      | Yanina Wickmayer Tatjana Maria           | Linda Nosková Heather Watson Lucrezia Stefanini Rebecca Šramková |
| 24 iulie         | Poland Open Varșovia, Polonia WTA 250 259.303 $ – Dură – 32S/24Q/16D Simplu – Dublu                    | Heather Watson Yanina Wickmayer 6–4, 6–4             | Weronika Falkowska Katarzyna Piter   | Yanina Wickmayer Tatjana Maria           | Linda Nosková Heather Watson Lucrezia Stefanini Rebecca Šramková |
| 24 iulie         | Ladies Open Lausanne Lausanne, Elveția WTA 250 259.303 $ – Zgură – 32S/24Q/16D Simplu – Dublu          | Elisabetta Cocciaretto 7–5, 4–6, 6–4                 | Clara Burel                          | Diane Parry Anna Bondár                  | Alizé Cornet Ana Bogdan Tamara Zidanšek Elina Avanesyan          |
| 24 iulie         | Ladies Open Lausanne Lausanne, Elveția WTA 250 259.303 $ – Zgură – 32S/24Q/16D Simplu – Dublu          | Anna Bondár Diane Parry 6–2, 6–1                     | Amina Anshba Anastasia Dețiuc        | Diane Parry Anna Bondár                  | Alizé Cornet Ana Bogdan Tamara Zidanšek Elina Avanesyan          |
| 31 iulie         | Washington Open Washington, D.C., Statele Unite WTA 500 780.637 $ – Dură – 28S/24Q/16D Simplu – Dublu  | Coco Gauff 6–2, 6–3                                  | Maria Sakkari                        | Jessica Pegula Liudmila Samsonova        | Elina Svitolina Madison Keys Belinda Bencic Marta Kostiuk        |
| 31 iulie         | Washington Open Washington, D.C., Statele Unite WTA 500 780.637 $ – Dură – 28S/24Q/16D Simplu – Dublu  | Laura Siegemund Vera Zvonareva 6–4, 6–4              | Alexa Guarachi Monica Niculescu      | Jessica Pegula Liudmila Samsonova        | Elina Svitolina Madison Keys Belinda Bencic Marta Kostiuk        |
| 31 iulie         | Praga Open Praga, Republica Cehă WTA 250 259.303 $ – Dură – 32S/16Q/16D Simplu – Dublu                 | Nao Hibino 6–4, 6–1                                  | Linda Nosková                        | Jaqueline Cristian Tamara Korpatsch      | Kateryna Baindl Tereza Martincová AK Schmiedlová Alizé Cornet    |
| 31 iulie         | Praga Open Praga, Republica Cehă WTA 250 259.303 $ – Dură – 32S/16Q/16D Simplu – Dublu                 | Nao Hibino Oksana Kalashnikova 6–7(7–9), 7–5, [10–3] | Quinn Gleason Elixane Lechemia       | Jaqueline Cristian Tamara Korpatsch      | Kateryna Baindl Tereza Martincová AK Schmiedlová Alizé Cornet    |

### August
| Săptămâna              | Turneu | Campioni                                           | Finaliști                            | Semifinaliști                 | Sfert-finaliști                                             |
| ---------------------- | --- | -------------------------------------------------- | ------------------------------------ | ----------------------------- | ----------------------------------------------------------- |
| 7 august               | Canadian Open Montreal, Canada WTA 1000 (non-mandatory) 2.788.468 $ – Dură – 56S/32Q/28D Simplu – Dublu          | Jessica Pegula 6–1, 6–0                            | Liudmila Samsonova                   | Iga Świątek Elena Rîbakina    | Danielle Collins Coco Gauff Daria Kasatkina Belinda Bencic  |
| 7 august               | Canadian Open Montreal, Canada WTA 1000 (non-mandatory) 2.788.468 $ – Dură – 56S/32Q/28D Simplu – Dublu          | Shuko Aoyama Ena Shibahara 6–4, 4–6, [13–11]       | Desirae Krawczyk Demi Schuurs        | Iga Świątek Elena Rîbakina    | Danielle Collins Coco Gauff Daria Kasatkina Belinda Bencic  |
| 14 august              | Cincinnati Masters Mason, Statele Unite WTA 1000 (non-mandatory) 2.788.468 $ – Dură – 56S/32Q/28D Simplu – Dublu | Coco Gauff 6–3, 6–4                                | Karolína Muchová                     | Iga Świątek Arina Sabalenka   | M Vondroušová Jasmine Paolini Marie Bouzková Ons Jabeur     |
| 14 august              | Cincinnati Masters Mason, Statele Unite WTA 1000 (non-mandatory) 2.788.468 $ – Dură – 56S/32Q/28D Simplu – Dublu | Alycia Parks Taylor Townsend 6–7(1–7), 6–4, [10–6] | Nicole Melichar-Martinez Ellen Perez | Iga Świątek Arina Sabalenka   | M Vondroušová Jasmine Paolini Marie Bouzková Ons Jabeur     |
| 21 august              | Tennis in the Land Cleveland, Statele Unite WTA 250 271.363 $ – Dură – 32S/24Q/16D Simplu – Dublu                | Sara Sorribes Tormo 3–6, 6–4, 6–4                  | Ekaterina Alexandrova                | Zhu Lin Tatjana Maria         | Caroline Garcia Wang Xinyu Sloane Stephens Leylah Fernandez |
| 21 august              | Tennis in the Land Cleveland, Statele Unite WTA 250 271.363 $ – Dură – 32S/24Q/16D Simplu – Dublu                | Miyu Kato Aldila Sutjiadi 6–4, 6–7(4–7), [10–8]    | Nicole Melichar-Martinez Ellen Perez | Zhu Lin Tatjana Maria         | Caroline Garcia Wang Xinyu Sloane Stephens Leylah Fernandez |
| 28 august 4 septembrie | US Open New York City, Statele Unite Grand Slam 65.000.000 $ – Dură 128S/128Q/64D/32X Simplu – Dublu – Mixt      | Coco Gauff 2–6, 6–3, 6–2                           | Arina Sabalenka                      | Karolína Muchová Madison Keys | Jeļena Ostapenko Sorana Cîrstea M Vondroušová Zheng Qinwen  |
| 28 august 4 septembrie | US Open New York City, Statele Unite Grand Slam 65.000.000 $ – Dură 128S/128Q/64D/32X Simplu – Dublu – Mixt      | Gabriela Dabrowski Erin Routliffe 7–6(11–9), 6–3   | Laura Siegemund Vera Zvonareva       | Karolína Muchová Madison Keys | Jeļena Ostapenko Sorana Cîrstea M Vondroušová Zheng Qinwen  |
| 28 august 4 septembrie | US Open New York City, Statele Unite Grand Slam 65.000.000 $ – Dură 128S/128Q/64D/32X Simplu – Dublu – Mixt      | Anna Danilina Harri Heliövaara 6–3, 6–4            | Jessica Pegula Austin Krajicek       | Karolína Muchová Madison Keys | Jeļena Ostapenko Sorana Cîrstea M Vondroušová Zheng Qinwen  |

### Septembrie
| Săptămâna     | Turneu | Campioni                                         | Finaliști                         | Semifinaliști                     | Sfert-finaliști                                                      |
| ------------- | --- | ------------------------------------------------ | --------------------------------- | --------------------------------- | -------------------------------------------------------------------- |
| 11 septembrie | San Diego Open San Diego, Statele Unite WTA 500 780.637 $ – Dură – 28S/24Q/16D Simplu – Dublu                | Barbora Krejčíková 6–4, 2–6, 6–4                 | Sofia Kenin                       | Emma Navarro Danielle Collins     | Anastasia Potapova Maria Sakkari Beatriz Haddad Maia Caroline Garcia |
| 11 septembrie | San Diego Open San Diego, Statele Unite WTA 500 780.637 $ – Dură – 28S/24Q/16D Simplu – Dublu                | Barbora Krejčíková Kateřina Siniaková 6–1, 6–4   | Danielle Collins CoCo Vandeweghe  | Emma Navarro Danielle Collins     | Anastasia Potapova Maria Sakkari Beatriz Haddad Maia Caroline Garcia |
| 11 septembrie | Japan Women's Open Osaka, Japonia WTA 250 259.303 $ – Dură – 32S/24Q/16D Simplu – Dublu                      | Ashlyn Krueger 6–3, 7–6(8–6)                     | Zhu Lin                           | Wang Xinyu Mai Hontama            | Elizabeth Mandlik Iulia Putințeva Anna Kalinskaia Arianne Hartono    |
| 11 septembrie | Japan Women's Open Osaka, Japonia WTA 250 259.303 $ – Dură – 32S/24Q/16D Simplu – Dublu                      | Anna-Lena Friedsam Nadiia Kichenok 7–6(7–3), 6–3 | Anna Kalinskaia Iulia Putințeva   | Wang Xinyu Mai Hontama            | Elizabeth Mandlik Iulia Putințeva Anna Kalinskaia Arianne Hartono    |
| 18 septembrie | Guadalajara Open Guadalajara, Mexic WTA 1000 (Non-mandatory) 2.580.000 $ – Dură – 56S/32Q/28D Simplu – Dublu | Maria Sakkari 7–5, 6–3                           | Caroline Dolehide                 | Sofia Kenin Caroline Garcia       | Martina Trevisan Leylah Fernandez Victoria Azarenka Emiliana Arango  |
| 18 septembrie | Guadalajara Open Guadalajara, Mexic WTA 1000 (Non-mandatory) 2.580.000 $ – Dură – 56S/32Q/28D Simplu – Dublu | Storm Hunter Elise Mertens 3–6, 6–2, [10–4]      | Gabriela Dabrowski Erin Routliffe | Sofia Kenin Caroline Garcia       | Martina Trevisan Leylah Fernandez Victoria Azarenka Emiliana Arango  |
| 18 septembrie | Guangzhou Open Guangzhou, China WTA 250 259.303 $ – Dură – 32S/24Q/16D Simplu – Dublu                        | Wang Xiyu 6–0, 6–2                               | Magda Linette                     | Iulia Putințeva Greet Minnen      | Rebeka Masarova Tatjana Maria Lucia Bronzetti Viktória Hrunčáková    |
| 18 septembrie | Guangzhou Open Guangzhou, China WTA 250 259.303 $ – Dură – 32S/24Q/16D Simplu – Dublu                        | Guo Hanyu Jiang Xinyu 6–3, 7–6(7–4)              | Eri Hozumi Makoto Ninomiya        | Iulia Putințeva Greet Minnen      | Rebeka Masarova Tatjana Maria Lucia Bronzetti Viktória Hrunčáková    |
| 25 septembrie | Pan Pacific Open Tokyo, Japonia WTA 500 780.637 $ – Dură – 28S/24Q/16D Simplu – Dublu                        | Veronika Kudermetova 7–5, 6–1                    | Jessica Pegula                    | A Pavliucenkova Maria Sakkari     | Iga Świątek E Alexandrova Caroline Garcia Daria Kasatkina            |
| 25 septembrie | Pan Pacific Open Tokyo, Japonia WTA 500 780.637 $ – Dură – 28S/24Q/16D Simplu – Dublu                        | Ulrikke Eikeri Ingrid Neel 3–6, 7–5, [10–5]      | Eri Hozumi Makoto Ninomiya        | A Pavliucenkova Maria Sakkari     | Iga Świątek E Alexandrova Caroline Garcia Daria Kasatkina            |
| 25 septembrie | Ningbo Open Ningbo, China WTA 250 259.303 $ – Dură – 32S/24Q/16D Simplu – Dublu                              | Ons Jabeur 6–2, 6–1                              | Diana Shnaider                    | Nadia Podoroska Linda Fruhvirtová | Vera Zvonareva Kateřina Siniaková Lucia Bronzetti Petra Kvitová      |
| 25 septembrie | Ningbo Open Ningbo, China WTA 250 259.303 $ – Dură – 32S/24Q/16D Simplu – Dublu                              | Laura Siegemund Vera Zvonareva 4–6, 6–3, [10–5]  | Guo Hanyu Jiang Xinyu             | Nadia Podoroska Linda Fruhvirtová | Vera Zvonareva Kateřina Siniaková Lucia Bronzetti Petra Kvitová      |

### Octombrie
| Săptămâna    | Turneu                                                                                           | Campioni                                            | Finaliști                                 | Semifinaliști                   | Sfert-finaliști |
| ------------ | ------------------------------------------------------------------------------------------------ | --------------------------------------------------- | ----------------------------------------- | ------------------------------- | --- |
| 2 octombrie  | China Open Beijing, China WTA 1000 (mandatory) 8.127.389 $ – Dură – 96S/48Q/32D Simplu – Dublu   | Iga Świątek 6–2, 6–2                                | Liudmila Samsonova                        | Elena Rîbakina Coco Gauff       | Arina Sabalenka Jeļena Ostapenko Maria Sakkari Caroline Garcia                                                                                 |
| 2 octombrie  | China Open Beijing, China WTA 1000 (mandatory) 8.127.389 $ – Dură – 96S/48Q/32D Simplu – Dublu   | Marie Bouzková Sara Sorribes Tormo 3–6, 6–0, [10–4] | Chan Hao-ching Giuliana Olmos             | Elena Rîbakina Coco Gauff       | Arina Sabalenka Jeļena Ostapenko Maria Sakkari Caroline Garcia                                                                                 |
| 9 octombrie  | Zhengzhou Open Zhengzhou, China WTA 500 780.637 $ – Dură – 28S/24Q/16D Simplu – Dublu            | Zheng Qinwen 2–6, 6–2, 6–4                          | Barbora Krejčíková                        | Daria Kasatkina Jasmine Paolini | Lesia Tsurenko Ons Jabeur Anhelina Kalinina Laura Siegemund                                                                                    |
| 9 octombrie  | Zhengzhou Open Zhengzhou, China WTA 500 780.637 $ – Dură – 28S/24Q/16D Simplu – Dublu            | Gabriela Dabrowski Erin Routliffe 6–2, 6–4          | Shuko Aoyama Ena Shibahara                | Daria Kasatkina Jasmine Paolini | Lesia Tsurenko Ons Jabeur Anhelina Kalinina Laura Siegemund                                                                                    |
| 9 octombrie  | Hong Kong Open Hong Kong, China SAR WTA 250 259.303 $ – Dură – 32S/24Q/16D Simplu – Dublu        | Leylah Fernandez 3–6, 6–4, 6–4                      | Kateřina Siniaková                        | Anna Blinkova Martina Trevisan  | Linda Fruhvirtová Sara Sorribes Tormo Elise Mertens Anastasia Pavliucenkova                                                                    |
| 9 octombrie  | Hong Kong Open Hong Kong, China SAR WTA 250 259.303 $ – Dură – 32S/24Q/16D Simplu – Dublu        | Tang Qianhui Tsao Chia-yi 7–5, 1–6, [11–9]          | Oksana Kalashnikova Aliaksandra Sasnovici | Anna Blinkova Martina Trevisan  | Linda Fruhvirtová Sara Sorribes Tormo Elise Mertens Anastasia Pavliucenkova                                                                    |
| 9 octombrie  | Korea Open Seul, Coreea de Sud WTA 250 259.303 $ – Dură – 32S/24Q/16D Simplu – Dublu             | Jessica Pegula 6–2, 6–3                             | Yuan Yue                                  | Yanina Wickmayer Emina Bektas   | Claire Liu Polina Kudermetova Marie Bouzková Kimberly Birrell                                                                                  |
| 9 octombrie  | Korea Open Seul, Coreea de Sud WTA 250 259.303 $ – Dură – 32S/24Q/16D Simplu – Dublu             | Marie Bouzková Bethanie Mattek-Sands 6–2, 6–1       | Luksika Kumkhum Peangtarn Plipuech        | Yanina Wickmayer Emina Bektas   | Claire Liu Polina Kudermetova Marie Bouzková Kimberly Birrell                                                                                  |
| 16 octombrie | Transylvania Open Cluj-Napoca, România WTA 250 259.303 $ – Dură (i) – 32S/24Q/16D Simplu – Dublu | Tamara Korpatsch 6–3, 6–4                           | Elena-Gabriela Ruse                       | Eva Lys Rebeka Masarova         | Ekaterina Makarova Daria Snigur Ana Bogdan Emiliana Arango                                                                                     |
| 16 octombrie | Transylvania Open Cluj-Napoca, România WTA 250 259.303 $ – Dură (i) – 32S/24Q/16D Simplu – Dublu | Jodie Burrage Jil Teichmann 6–1, 6–4                | Léolia Jeanjean Valeriya Strakhova        | Eva Lys Rebeka Masarova         | Ekaterina Makarova Daria Snigur Ana Bogdan Emiliana Arango                                                                                     |
| 16 octombrie | Jiangxi Open Nanchang, China WTA 250 259.303 $ – Dură – 32S/24Q/16D Simplu – Dublu               | Kateřina Siniaková 1–6, 7–6(7–5), 7–6(7–4)          | Marie Bouzková                            | Diana Shnaider Leylah Fernandez | Nao Hibino Camila Osorio Laura Siegemund Aliaksandra Sasnovich                                                                                 |
| 16 octombrie | Jiangxi Open Nanchang, China WTA 250 259.303 $ – Dură – 32S/24Q/16D Simplu – Dublu               | Laura Siegemund Vera Zvonareva 6–4, 6–2             | Eri Hozumi Makoto Ninomiya                | Diana Shnaider Leylah Fernandez | Nao Hibino Camila Osorio Laura Siegemund Aliaksandra Sasnovich                                                                                 |
| 16 octombrie | Jasmin Open Monastir, Tunisia WTA 250 259.303 $ – Dură – 32S/24Q/16D Simplu – Dublu              | Elise Mertens 6–3, 6–0                              | Jasmine Paolini                           | Lesia Tsurenko Clara Burel      | Lucia Bronzetti Nuria Párrizas Díaz Lucrezia Stefanini Mai Hontama                                                                             |
| 16 octombrie | Jasmin Open Monastir, Tunisia WTA 250 259.303 $ – Dură – 32S/24Q/16D Simplu – Dublu              | Sara Errani Jasmine Paolini 2–6, 7–6(7–4), [10–6]   | Mai Hontama Natalija Stevanović           | Lesia Tsurenko Clara Burel      | Lucia Bronzetti Nuria Párrizas Díaz Lucrezia Stefanini Mai Hontama                                                                             |
| 23 octombrie | WTA Elite Trophy Zhuhai, China 2.419.844 $ – Dură – 12S/8D Simplu – Dublu                        | Beatriz Haddad Maia 7–6(13–11), 7–6(7–4)            | Zheng Qinwen                              | Daria Kasatkina Zhu Lin         | Round robin Madison Keys Magda Linette Barbora Krejčíková Donna Vekić Veronika Kudermetova Caroline Garcia Liudmila Samsonova Jeļena Ostapenko |
| 23 octombrie | WTA Elite Trophy Zhuhai, China 2.419.844 $ – Dură – 12S/8D Simplu – Dublu                        | Beatriz Haddad Maia Veronika Kudermetova 6–3, 6–3   | Miyu Kato Aldila Sutjiadi                 | Daria Kasatkina Zhu Lin         | Round robin Madison Keys Magda Linette Barbora Krejčíková Donna Vekić Veronika Kudermetova Caroline Garcia Liudmila Samsonova Jeļena Ostapenko |
| 30 octombrie | Finala WTA Turneul Campioanelor 9.000.000 $ – Dură – 8S/8D Simplu – Dublu                        | Iga Świątek 6–1, 6–0                                | Jessica Pegula                            | Coco Gauff Arina Sabalenka      | Round robin Maria Sakkari Elena Rîbakina Markéta Vondroušová Ons Jabeur                                                                        |
| 30 octombrie | Finala WTA Turneul Campioanelor 9.000.000 $ – Dură – 8S/8D Simplu – Dublu                        | Laura Siegemund Vera Zvonareva 6–4, 6–4             | Nicole Melichar-Martinez Ellen Perez      | Coco Gauff Arina Sabalenka      | Round robin Maria Sakkari Elena Rîbakina Markéta Vondroušová Ons Jabeur                                                                        |

### Noiembrie
| Săptămâna | Turneu                                                                       | Campioni   | Finaliști | Semifinaliști  | Sfert-finaliști |
| --------- | ---------------------------------------------------------------------------- | ---------- | --------- | -------------- | --------------- |
| 6 nov     | Turneul final al Cupei Billie Jean King Sevilla, Spania Dură (i) – 12 echipe | Canada 2–0 | Italia    | Slovenia Cehia |                 |

### Turnee afectate
Următoarele turnee au fost anulate din diverse motive.
| Săptămâna     | Turneu                                                      | Status                                                                                    |
| ------------- | ----------------------------------------------------------- | ----------------------------------------------------------------------------------------- |
| 17 aprilie    | İstanbul Cup Istanbul, Turcia WTA 250 Zgură                 | Anulat din cauza deturnării fondurilor pentru ameliorarea efectelor cutremurului          |
| 21 iulie      | Silicon Valley Classic San Jose, Statele Unite WTA 500 Dură | Combinat cu WTA 250 Citi Open din Washington, D.C                                         |
| 21 august     | Championnats de Granby Granby, Canada WTA 250 Dură          | Anulat din cauza problemelor de programare cu calificarea la US Open în aceeași săptămână |
| 25 septembrie | Tallinn Open Tallinn, Estonia WTA 250 Dură (i)              | Anulat din cauza lipsei de sprijin financiar din partea administrației locale             |

## Informații statistice
Aceste tabele prezintă numărul de titluri de simplu (S), dublu (D) și dublu mixt (X) câștigate de fiecare jucătoare și fiecare țară în timpul sezonului, în cadrul tuturor categoriilor de turnee ale turneului WTA 2023: turneele de Grand Slam, Turneul Campionelor, WTA Elite Trophy, WTA Premier tournaments  (WTA 1000 și WTA 500) și WTA 250. Jucătorele/țările sunt sortate după:
1. Numărul total de titluri (un titlu de dublu câștigat de doi jucători care reprezintă aceeași țară reprezintă o singură victorie pentru țară);
2. Importanța cumulată a acestor titluri (o victorie de Grand Slam egal cu două victorii WTA 1000, o victorie la Finală WTA egală cu o victorie și jumătate WTA 1000, o victorie  WTA 1000 egală cu două victorii de WTA 500, o victorie WTA 500 egală cu două victorii WTA 250);
3. Ierarhie simplu > dublu > dublu mixt;
4. Ordine alfabetică (după numele de familie a jucătoarei).

### Legendă
| Turnee de Grand Slam          |
| Campionatele de sfârșit de an |
| WTA 1000 (Mandatory)          |
| WTA 1000 (Non-mandatory)      |
| WTA 500                       |
| WTA 250                       |

### Titluri câștigate per jucător
| Total | Jucătoare                        | Grand Slam | Grand Slam | Grand Slam | Finala WTA | Finala WTA | WTA 1000 | WTA 1000 | WTA 1000 | WTA 1000 | WTA 500 | WTA 500 | WTA 250 | WTA 250 | Total | Total | Total |
| Total | Jucătoare                        | S          | D          | X          | S          | D          | S        | D        | S        | D        | S       | D       | S       | D       | S     | D     | X     |
| ----- | -------------------------------- | ---------- | ---------- | ---------- | ---------- | ---------- | -------- | -------- | -------- | -------- | ------- | ------- | ------- | ------- | ----- | ----- | ----- |
| 6     | Iga Świątek (POL)                | ●          |            |            | ●          |            | ●        |          |          |          | ●       |         | ●       |         | 6     | 0     | 0     |
| 6     | Coco Gauff (USA)                 | ●          |            |            |            |            |          | ●        | ●        |          | ●       | ●       | ●       |         | 4     | 2     | 0     |
| 6     | Barbora Krejčíková (CZE)         |            | ●          |            |            |            |          | ●        | ●        |          | ●       | ●       |         | ●       | 2     | 4     | 0     |
| 5     | Kateřina Siniaková (CZE)         |            | ●          |            |            |            |          | ●        |          |          |         | ●       | ●       |         | 2     | 3     | 0     |
| 4     | Luisa Stefani (BRA)              |            |            | ●          |            |            |          |          |          |          |         | ●       |         |         | 0     | 3     | 1     |
| 4     | Jessica Pegula (USA)             |            |            |            |            |            |          | ●        | ●        |          |         | ●       | ●       |         | 2     | 2     | 0     |
| 4     | Laura Siegemund (GER)            |            |            |            |            |            |          |          |          |          |         | ●       |         | ●       | 0     | 4     | 0     |
| 3     | Arina Sabalenka                  | ●          |            |            |            |            | ●        |          |          |          | ●       |         |         |         | 3     | 0     | 0     |
| 3     | Erin Routliffe (NZL)             |            | ●          |            |            |            |          |          |          |          |         | ●       |         | ●       | 0     | 3     | 0     |
| 3     | Miyu Kato (JPN)                  |            |            | ●          |            |            |          |          |          |          |         |         |         | ●       | 0     | 2     | 1     |
| 3     | Beatriz Haddad Maia (BRA)        |            |            |            | ●          | ●          |          | ●        |          |          |         |         |         |         | 1     | 2     | 0     |
| 3     | Veronika Kudermetova             |            |            |            |            | ●          |          |          |          | ●        | ●       |         |         |         | 1     | 2     | 0     |
| 3     | Elise Mertens (BEL)              |            |            |            |            |            |          | ●        |          | ●        |         |         | ●       |         | 1     | 2     | 0     |
| 3     | Taylor Townsend (USA)            |            |            |            |            |            |          |          |          | ●        |         | ●       |         |         | 0     | 3     | 0     |
| 3     | Desirae Krawczyk (USA)           |            |            |            |            |            |          |          |          |          |         | ●       |         |         | 0     | 3     | 0     |
| 3     | Vera Zvonareva                   |            |            |            |            |            |          |          |          |          |         | ●       |         | ●       | 0     | 3     | 0     |
| 3     | Aldila Sutjiadi (INA)            |            |            |            |            |            |          |          |          |          |         |         |         | ●       | 0     | 3     | 0     |
| 2     | Hsieh Su-wei (TPE)               |            | ●          |            |            |            |          |          |          |          |         |         |         |         | 0     | 2     | 0     |
| 2     | Gabriela Dabrowski (CAN)         |            | ●          |            |            |            |          |          |          |          |         | ●       |         |         | 0     | 2     | 0     |
| 2     | Anna Danilina (KAZ)              |            |            | ●          |            |            |          |          |          |          |         |         |         | ●       | 0     | 1     | 1     |
| 2     | Elena Rîbakina (KAZ)             |            |            |            |            |            | ●        |          |          |          |         |         |         |         | 2     | 0     | 0     |
| 2     | Petra Kvitová (CZE)              |            |            |            |            |            | ●        |          |          |          | ●       |         |         |         | 2     | 0     | 0     |
| 2     | Storm Hunter (AUS)               |            |            |            |            |            |          | ●        |          | ●        |         |         |         |         | 0     | 2     | 0     |
| 2     | Sara Sorribes Tormo (ESP)        |            |            |            |            |            |          | ●        |          |          |         |         | ●       |         | 1     | 1     | 0     |
| 2     | Marie Bouzková (CZE)             |            |            |            |            |            |          | ●        |          |          |         |         |         | ●       | 0     | 2     | 0     |
| 2     | Alycia Parks (USA)               |            |            |            |            |            |          |          |          | ●        |         |         | ●       |         | 1     | 1     | 0     |
| 2     | Shuko Aoyama (JPN)               |            |            |            |            |            |          |          |          | ●        |         |         |         | ●       | 0     | 2     | 0     |
| 2     | Ena Shibahara (JPN)              |            |            |            |            |            |          |          |          | ●        |         |         |         | ●       | 0     | 2     | 0     |
| 2     | Belinda Bencic (SUI)             |            |            |            |            |            |          |          |          |          | ●       |         |         |         | 2     | 0     | 0     |
| 2     | Ons Jabeur (TUN)                 |            |            |            |            |            |          |          |          |          | ●       |         | ●       |         | 2     | 0     | 0     |
| 2     | Zheng Qinwen (CHN)               |            |            |            |            |            |          |          |          |          | ●       |         | ●       |         | 2     | 0     | 0     |
| 2     | Demi Schuurs (NED)               |            |            |            |            |            |          |          |          |          |         | ●       |         |         | 0     | 2     | 0     |
| 2     | Ulrikke Eikeri (NOR)             |            |            |            |            |            |          |          |          |          |         | ●       |         | ●       | 0     | 2     | 0     |
| 2     | Ingrid Neel (EST)                |            |            |            |            |            |          |          |          |          |         | ●       |         | ●       | 0     | 2     | 0     |
| 2     | Nao Hibino (JPN)                 |            |            |            |            |            |          |          |          |          |         |         | ●       | ●       | 1     | 1     | 0     |
| 2     | Marta Kostiuk (UKR)              |            |            |            |            |            |          |          |          |          |         |         | ●       | ●       | 1     | 1     | 0     |
| 2     | Diane Parry (FRA)                |            |            |            |            |            |          |          |          |          |         |         |         | ●       | 0     | 2     | 0     |
| 2     | Iana Sizikova                    |            |            |            |            |            |          |          |          |          |         |         |         | ●       | 0     | 2     | 0     |
| 1     | Markéta Vondroušová (CZE)        | ●          |            |            |            |            |          |          |          |          |         |         |         |         | 1     | 0     | 0     |
| 1     | Barbora Strýcová (CZE)           |            | ●          |            |            |            |          |          |          |          |         |         |         |         | 0     | 1     | 0     |
| 1     | Wang Xinyu (CHN)                 |            | ●          |            |            |            |          |          |          |          |         |         |         |         | 0     | 1     | 0     |
| 1     | Liudmila Kicenok (UKR)           |            |            | ●          |            |            |          |          |          |          |         |         |         |         | 0     | 0     | 1     |
| 1     | Victoria Azarenka                |            |            |            |            |            |          | ●        |          |          |         |         |         |         | 0     | 1     | 0     |
| 1     | Maria Sakkari (GRE)              |            |            |            |            |            |          |          | ●        |          |         |         |         |         | 1     | 0     | 0     |
| 1     | Liudmila Samsonova               |            |            |            |            |            |          |          |          | ●        |         |         |         |         | 0     | 1     | 0     |
| 1     | Madison Keys (USA)               |            |            |            |            |            |          |          |          |          | ●       |         |         |         | 1     | 0     | 0     |
| 1     | Danielle Collins (USA)           |            |            |            |            |            |          |          |          |          |         | ●       |         |         | 0     | 1     | 0     |
| 1     | Caroline Garcia (FRA)            |            |            |            |            |            |          |          |          |          |         | ●       |         |         | 0     | 1     | 0     |
| 1     | Asia Muhammad (USA)              |            |            |            |            |            |          |          |          |          |         | ●       |         |         | 0     | 1     | 0     |
| 1     | Zhang Shuai (CHN)                |            |            |            |            |            |          |          |          |          |         | ●       |         |         | 0     | 1     | 0     |
| 1     | Ekaterina Alexandrova            |            |            |            |            |            |          |          |          |          |         |         | ●       |         | 1     | 0     | 0     |
| 1     | Katie Boulter (GBR)              |            |            |            |            |            |          |          |          |          |         |         | ●       |         | 1     | 0     | 0     |
| 1     | Lucia Bronzetti (ITA)            |            |            |            |            |            |          |          |          |          |         |         | ●       |         | 1     | 0     | 0     |
| 1     | Elisabetta Cocciaretto (ITA)     |            |            |            |            |            |          |          |          |          |         |         | ●       |         | 1     | 0     | 0     |
| 1     | Lauren Davis (USA)               |            |            |            |            |            |          |          |          |          |         |         | ●       |         | 1     | 0     | 0     |
| 1     | Leylah Fernandez (CAN)           |            |            |            |            |            |          |          |          |          |         |         | ●       |         | 1     | 0     | 0     |
| 1     | Camila Giorgi (ITA)              |            |            |            |            |            |          |          |          |          |         |         | ●       |         | 1     | 0     | 0     |
| 1     | Tamara Korpatsch (GER)           |            |            |            |            |            |          |          |          |          |         |         | ●       |         | 1     | 0     | 0     |
| 1     | Ashlyn Krueger (USA)             |            |            |            |            |            |          |          |          |          |         |         | ●       |         | 1     | 0     | 0     |
| 1     | Tatjana Maria (GER)              |            |            |            |            |            |          |          |          |          |         |         | ●       |         | 1     | 0     | 0     |
| 1     | Jeļena Ostapenko (LAT)           |            |            |            |            |            |          |          |          |          |         |         | ●       |         | 1     | 0     | 0     |
| 1     | Anastasia Potapova               |            |            |            |            |            |          |          |          |          |         |         | ●       |         | 1     | 0     | 0     |
| 1     | Arantxa Rus (NED)                |            |            |            |            |            |          |          |          |          |         |         | ●       |         | 1     | 0     | 0     |
| 1     | Elina Svitolina (UKR)            |            |            |            |            |            |          |          |          |          |         |         | ●       |         | 1     | 0     | 0     |
| 1     | Maria Timofeeva                  |            |            |            |            |            |          |          |          |          |         |         | ●       |         | 1     | 0     | 0     |
| 1     | Donna Vekić (CRO)                |            |            |            |            |            |          |          |          |          |         |         | ●       |         | 1     | 0     | 0     |
| 1     | Wang Xiyu (CHN)                  |            |            |            |            |            |          |          |          |          |         |         | ●       |         | 1     | 0     | 0     |
| 1     | Zhu Lin (CHN)                    |            |            |            |            |            |          |          |          |          |         |         | ●       |         | 1     | 0     | 0     |
| 1     | Anna Bondár (HUN)                |            |            |            |            |            |          |          |          |          |         |         |         | ●       | 0     | 1     | 0     |
| 1     | Cristina Bucșa (ESP)             |            |            |            |            |            |          |          |          |          |         |         |         | ●       | 0     | 1     | 0     |
| 1     | Jodie Burrage (GBR)              |            |            |            |            |            |          |          |          |          |         |         |         | ●       | 0     | 1     | 0     |
| 1     | Chan Hao-ching (TPE)             |            |            |            |            |            |          |          |          |          |         |         |         | ●       | 0     | 1     | 0     |
| 1     | Natela Dzalamidze (GEO)          |            |            |            |            |            |          |          |          |          |         |         |         | ●       | 0     | 1     | 0     |
| 1     | Sara Errani (ITA)                |            |            |            |            |            |          |          |          |          |         |         |         | ●       | 0     | 1     | 0     |
| 1     | Kirsten Flipkens (BEL)           |            |            |            |            |            |          |          |          |          |         |         |         | ●       | 0     | 1     | 0     |
| 1     | Anna-Lena Friedsam (GER)         |            |            |            |            |            |          |          |          |          |         |         |         | ●       | 0     | 1     | 0     |
| 1     | Ingrid Gamarra Martins (BRA)     |            |            |            |            |            |          |          |          |          |         |         |         | ●       | 0     | 1     | 0     |
| 1     | Guo Hanyu (CHN)                  |            |            |            |            |            |          |          |          |          |         |         |         | ●       | 0     | 1     | 0     |
| 1     | Viktória Hrunčáková (SVK)        |            |            |            |            |            |          |          |          |          |         |         |         | ●       | 0     | 1     | 0     |
| 1     | Jiang Xinyu (CHN)                |            |            |            |            |            |          |          |          |          |         |         |         | ●       | 0     | 1     | 0     |
| 1     | Oksana Kalashnikova (GEO)        |            |            |            |            |            |          |          |          |          |         |         |         | ●       | 0     | 1     | 0     |
| 1     | Irina Khromacheva                |            |            |            |            |            |          |          |          |          |         |         |         | ●       | 0     | 1     | 0     |
| 1     | Nadiia Kichenok (UKR)            |            |            |            |            |            |          |          |          |          |         |         |         | ●       | 0     | 1     | 0     |
| 1     | Yuliana Lizarazo (COL)           |            |            |            |            |            |          |          |          |          |         |         |         | ●       | 0     | 1     | 0     |
| 1     | Lidziya Marozava                 |            |            |            |            |            |          |          |          |          |         |         |         | ●       | 0     | 1     | 0     |
| 1     | Bethanie Mattek-Sands (USA)      |            |            |            |            |            |          |          |          |          |         |         |         | ●       | 0     | 1     | 0     |
| 1     | Caty McNally (USA)               |            |            |            |            |            |          |          |          |          |         |         |         | ●       | 0     | 1     | 0     |
| 1     | Alexandra Panova                 |            |            |            |            |            |          |          |          |          |         |         |         | ●       | 0     | 1     | 0     |
| 1     | Jasmine Paolini (ITA)            |            |            |            |            |            |          |          |          |          |         |         |         | ●       | 0     | 1     | 0     |
| 1     | María Paulina Pérez García (COL) |            |            |            |            |            |          |          |          |          |         |         |         | ●       | 0     | 1     | 0     |
| 1     | Katarzyna Piter (POL)            |            |            |            |            |            |          |          |          |          |         |         |         | ●       | 0     | 1     | 0     |
| 1     | Sabrina Santamaria (USA)         |            |            |            |            |            |          |          |          |          |         |         |         | ●       | 0     | 1     | 0     |
| 1     | Bibiane Schoofs (NED)            |            |            |            |            |            |          |          |          |          |         |         |         | ●       | 0     | 1     | 0     |
| 1     | Iryna Shymanovich                |            |            |            |            |            |          |          |          |          |         |         |         | ●       | 0     | 1     | 0     |
| 1     | Fanny Stollár (HUN)              |            |            |            |            |            |          |          |          |          |         |         |         | ●       | 0     | 1     | 0     |
| 1     | Tang Qianhui (CHN)               |            |            |            |            |            |          |          |          |          |         |         |         | ●       | 0     | 1     | 0     |
| 1     | Jil Teichmann (SUI)              |            |            |            |            |            |          |          |          |          |         |         |         | ●       | 0     | 1     | 0     |
| 1     | Tsao Chia-yi (TPE)               |            |            |            |            |            |          |          |          |          |         |         |         | ●       | 0     | 1     | 0     |
| 1     | Heather Watson (GBR)             |            |            |            |            |            |          |          |          |          |         |         |         | ●       | 0     | 1     | 0     |
| 1     | Yanina Wickmayer (BEL)           |            |            |            |            |            |          |          |          |          |         |         |         | ●       | 0     | 1     | 0     |
| 1     | Wu Fang-hsien (TPE)              |            |            |            |            |            |          |          |          |          |         |         |         | ●       | 0     | 1     | 0     |
| 1     | Xu Yifan (CHN)                   |            |            |            |            |            |          |          |          |          |         |         |         | ●       | 0     | 1     | 0     |
| 1     | Yang Zhaoxuan (CHN)              |            |            |            |            |            |          |          |          |          |         |         |         | ●       | 0     | 1     | 0     |
| 1     | Kimberley Zimmermann (BEL)       |            |            |            |            |            |          |          |          |          |         |         |         | ●       | 0     | 1     | 0     |

### Titluri câștigate per țară
| Total | Țară                  | Grand Slam | Grand Slam | Grand Slam | Finala WTA | Finala WTA | WTA 1000 | WTA 1000 | WTA 1000 | WTA 1000 | WTA 500 | WTA 500 | WTA 250 | WTA 250 | Total | Total | Total |
| Total | Țară                  | S          | D          | X          | S          | D          | S        | D        | S        | D        | S       | D       | S       | D       | S     | D     | X     |
| ----- | --------------------- | ---------- | ---------- | ---------- | ---------- | ---------- | -------- | -------- | -------- | -------- | ------- | ------- | ------- | ------- | ----- | ----- | ----- |
| 21    | Statele Unite (USA)   | 1          |            |            |            |            |          | 1        | 2        | 1        | 2       | 6       | 5       | 2       | 10    | 11    | 0     |
| 14    | Cehia (CZE)           | 1          | 2          |            |            |            | 1        | 2        | 1        |          | 2       | 1       | 2       | 2       | 7     | 7     | 0     |
| 9     | China (CHN)           |            | 1          |            |            |            |          |          |          |          | 1       | 1       | 3       | 3       | 4     | 5     | 0     |
| 8     | Brazilia (BRA)        |            |            | 1          | 1          | 1          |          | 1        |          |          |         | 3       |         | 1       | 1     | 6     | 1     |
| 8     | Germania (GER)        |            |            |            |            | 1          |          |          |          |          |         | 1       | 2       | 4       | 2     | 6     | 0     |
| 7     | Polonia (POL)         | 1          |            |            | 1          |            | 1        |          |          |          | 2       |         | 1       | 1       | 6     | 1     | 0     |
| 6     | Japonia (JPN)         |            |            | 1          |            |            |          |          |          | 1        |         |         | 1       | 2       | 1     | 4     | 1     |
| 6     | Belgia (BEL)          |            |            |            |            |            |          | 1        |          | 1        |         |         | 1       | 3       | 1     | 5     | 0     |
| 5     | Ucraina (UKR)         |            |            | 1          |            |            |          |          |          |          |         |         | 2       | 2       | 2     | 2     | 1     |
| 4     | Taipeiul Chinez (TPE) |            | 2          |            |            |            |          |          |          |          |         |         |         | 2       | 0     | 4     | 0     |
| 4     | Kazahstan (KAZ)       |            |            | 1          |            |            | 2        |          |          |          |         |         |         | 1       | 2     | 1     | 1     |
| 4     | Țările de Jos (NED)   |            |            |            |            |            |          |          |          |          |         | 2       | 1       | 1       | 1     | 3     | 0     |
| 4     | Italia (ITA)          |            |            |            |            |            |          |          |          |          |         |         | 3       | 1       | 3     | 1     | 0     |
| 3     | Canada (CAN)          |            | 1          |            |            |            |          |          |          |          |         | 1       | 1       |         | 1     | 2     | 0     |
| 3     | Noua Zeelandă (NZL)   |            | 1          |            |            |            |          |          |          |          |         | 1       |         | 1       | 0     | 3     | 0     |
| 3     | Spania (ESP)          |            |            |            |            |            |          | 1        |          |          |         |         | 1       | 1       | 1     | 2     | 0     |
| 3     | Elveția (SUI)         |            |            |            |            |            |          |          |          |          | 2       |         |         | 1       | 2     | 1     | 0     |
| 3     | Franța (FRA)          |            |            |            |            |            |          |          |          |          |         | 1       |         | 2       | 0     | 3     | 0     |
| 3     | Marea Britanie (GBR)  |            |            |            |            |            |          |          |          |          |         |         | 1       | 2       | 1     | 2     | 0     |
| 3     | Indonezia (INA)       |            |            |            |            |            |          |          |          |          |         |         |         | 3       | 0     | 3     | 0     |
| 2     | Australia (AUS)       |            |            |            |            |            |          | 1        |          | 1        |         |         |         |         | 0     | 2     | 0     |
| 2     | Tunisia (TUN)         |            |            |            |            |            |          |          |          |          | 1       |         | 1       |         | 2     | 0     | 0     |
| 2     | Estonia (EST)         |            |            |            |            |            |          |          |          |          |         | 1       |         | 1       | 0     | 2     | 0     |
| 2     | Norvegia (NOR)        |            |            |            |            |            |          |          |          |          |         | 1       |         | 1       | 0     | 2     | 0     |
| 2     | Ungaria (HUN)         |            |            |            |            |            |          |          |          |          |         |         |         | 2       | 0     | 2     | 0     |
| 1     | Grecia (GRE)          |            |            |            |            |            |          |          | 1        |          |         |         |         |         | 1     | 0     | 0     |
| 1     | Croația (CRO)         |            |            |            |            |            |          |          |          |          |         |         | 1       |         | 1     | 0     | 0     |
| 1     | Letonia (LAT)         |            |            |            |            |            |          |          |          |          |         |         | 1       |         | 1     | 0     | 0     |
| 1     | Columbia (COL)        |            |            |            |            |            |          |          |          |          |         |         |         | 1       | 0     | 1     | 0     |
| 1     | Georgia (GEO)         |            |            |            |            |            |          |          |          |          |         |         |         | 1       | 0     | 1     | 0     |
| 1     | Slovacia (SVK)        |            |            |            |            |            |          |          |          |          |         |         |         | 1       | 0     | 1     | 0     |

### Informații despre titluri
Următoarele jucătoare au câștigat primul lor titlu din circuitul principal la simplu, dublu sau dublu mixt:
Simplu
- Zhu Lin (29 ani, 8 zile) – Hua Hin (tabloul principal)
- Alycia Parks (22 ani, 36 zile) – Lyon (tabloul principal)
- Marta Kostiuk (20 ani, 250 zile) – Austin (tabloul principal)
- Lucia Bronzetti (24 ani, 168 zile) – Rabat (tabloul principal)
- Katie Boulter (27 ani, 161 zile) – Nottingham (tabloul principal)
- Maria Timofeeva (19 ani, 247 zile) – Budapesta (tabloul principal)
- Zheng Qinwen (20 ani, 288 zile) – Palermo (tabloul principal)
- Arantxa Rus (32 ani, 228 zile) – Hamburg (tabloul principal)
- Elisabetta Cocciaretto (22 ani, 186 zile) – Lausanne (tabloul principal)
- Ashlyn Krueger (19 ani, 133 zile) – Osaka (tabloul principal)
- Wang Xiyu (22 ani, 179 zile) – Guangzhou (draw)
- Tamara Korpatsch (28 ani, 163 zile) – Cluj-Napoca (tabloul principal)

Dublu
- Cristina Bucșa – Lyon (tabloul principal)
- Wu Fang-hsien – Hua Hin (tabloul principal)
- Liudmila Samsonova – Dubai (tabloul principal)
- Diane Parry – Mérida (tabloul principal)
- Yuliana Lizarazo – Monterrey (tabloul principal)
- María Paulina Pérez –  Monterrey (tabloul principal)
- Iryna Shymanovich – Bogotá (tabloul principal)
- Danielle Collins – Charleston (tabloul principal)
- Ingrid Gamarra Martins – Bad Homburg (tabloul principal)
- Guo Hanyu – Guangzhou (tabloul principal)
- Tsao Chia-yi – Hong Kong (tabloul principal)
- Jodie Burrage – Cluj-Napoca (tabloul principal)

Mixt
- Luisa Stefani – Australian Open (tabloul principal)
- Miyu Kato – French Open (tabloul principal)
- Liudmila Kicenok – Wimbledon (tabloul principal)
- Anna Danilina – US Open (tabloul principal)

### Cel mai bun clasament
Următoarele jucătoare și-au atins cea mai înaltă poziție în clasament din carieră în acest sezon în top 50 (jucătoarele care și-au făcut debutul în top 10 sunt indicate cu caractere îngroșate):
Simplu
- Shuai Zhang (a ajuns pe locul Nr. 22 la 16 ianuarie)
- Magda Linette (a ajuns pe locul Nr. 21 la 13 februarie)
- Ekaterina Alexandrova (a ajuns pe locul Nr. 16 la 20 februarie)
- Liudmila Samsonova (a ajuns pe locul Nr. 12 la 27 februarie)
- Magda Linette (a ajuns pe locul Nr. 19 la 20 martie)
- Ajla Tomljanović (a ajuns pe locul Nr. 32 la 3 aprilie)
- Martina Trevisan (a ajuns pe locul Nr. 18 la 8 mai)
- Anhelina Kalinina (a ajuns pe locul Nr. 25 la 22 mai)
- Elena Rîbakina (a ajuns pe locul Nr. 3 la 12 iunie)
- Beatriz Haddad Maia (a ajuns pe locul Nr. 10 la 12 iunie)
- Bernarda Pera (a ajuns pe locul Nr. 27 la 12 iunie)
- Anastasia Potapova (a ajuns pe locul Nr. 21 la 19 iunie)
- Mayar Sherif (a ajuns pe locul Nr. 31 la 19 iunie)
- Linda Fruhvirtová (a ajuns pe locul Nr. 49 la 26 iunie)
- Lucia Bronzetti (a ajuns pe locul Nr. 47 la 3 iulie)
- Ana Bogdan (a ajuns pe locul Nr. 39 la 24 iulie)
- Marta Kostiuk (a ajuns pe locul Nr. 32 la 7 august)
- Anna Blinkova (a ajuns pe locul Nr. 34 la 7 august)
- Varvara Gracheva (a ajuns pe locul Nr. 40 la 7 august)
- Alycia Parks (a ajuns pe locul Nr. 40 la 14 august)
- Arantxa Rus (a ajuns pe locul Nr. 41 la 14 august)
- Elisabetta Cocciaretto (a ajuns pe locul Nr. 29 la 21 august)
- Arina Sabalenka (a ajuns pe locul Nr. 1 la 11 septembrie)
- Coco Gauff (a ajuns pe locul Nr. 3 la 11 septembrie)
- Markéta Vondroušová (a ajuns pe locul Nr. 6 la 11 septembrie)
- Karolína Muchová (a ajuns pe locul Nr. 8 la 11 septembrie)
- Katie Boulter (a ajuns pe locul Nr. 50 la 11 septembrie)
- Zhu Lin (a ajuns pe locul Nr. 31 la 18 septembrie)
- Peyton Stearns (a ajuns pe locul Nr. 43 la 18 septembrie)
- Caroline Dolehide (a ajuns pe locul Nr. 41 la 2 octombrie)
- Wang Xinyu  (a ajuns pe locul Nr. 32 la 9 octombrie)
- Linda Nosková (a ajuns pe locul Nr. 40 la 9 octombrie)
- Jasmine Paolini (a ajuns pe locul Nr. 29 la 23 octombrie)
- Zheng Qinwen (a ajuns pe locul Nr. 15 la 6 noiembrie)
- Emma Navarro (a ajuns pe locul Nr. 38 la 6 noiembrie)
- Mirra Andreeva (a ajuns pe locul Nr. 46 la 6 noiembrie)

Dublu
- Anna Danilina (a ajuns pe locul  Nr. 10 la 9 ianuarie)
- Asia Muhammad (a ajuns pe locul Nr. 26 la 9 ianuarie)
- Tamara Zidanšek (a ajuns pe locul Nr. 47 la 16 ianuarie)
- Yang Zhaoxuan (a ajuns pe locul Nr. 9 la 30 ianuarie)
- Tereza Mihalíková (a ajuns pe locul Nr. 42 la 30 ianuarie)
- Anna Bondár (a ajuns pe locul Nr. 43 la 30 ianuarie)
- Anna Kalinskaya (a ajuns pe locul Nr. 49 la 6 februarie)
- Kimberley Zimmermann (a ajuns pe locul Nr. 37 la 6 martie)
- Liudmila Kicenok (a ajuns pe locul Nr. 7 la 20 martie)
- Giuliana Olmos (a ajuns pe locul Nr. 6 la 10 aprilie)
- Beatriz Haddad Maia (a ajuns pe locul Nr. 10 la 8 mai)
- Marta Kostiuk (a ajuns pe locul Nr. 27 la 8 mai)
- Elena-Gabriela Ruse (a ajuns pe locul Nr. 32 la 8 mai)
- Taylor Townsend (a ajuns pe locul Nr. 5 la 12 iunie)
- Ellen Perez (a ajuns pe locul Nr. 9 la 12 iunie)
- Liudmila Samsonova (a ajuns pe locul Nr. 40 la 12 iunie)
- Iana Sizikova (a ajuns pe locul Nr. 42 la 12 iunie)
- Nicole Melichar-Martinez (a ajuns pe locul Nr. 6 la 3 iulie)
- Desirae Krawczyk (a ajuns pe locul Nr. 8 la 14 august)
- Jessica Pegula (a ajuns pe locul Nr. 1 la 11 septembrie)
- Wang Xinyu  (a ajuns pe locul Nr. 18 la 11 septembrie)
- Alycia Parks (a ajuns pe locul Nr. 27 la 11 septembrie)
- Markéta Vondroušová (a ajuns pe locul Nr. 38 la 11 septembrie)
- Miriam Kolodziejová (a ajuns pe locul Nr. 41 la 11 septembrie)
- Oksana Kalashnikova (a ajuns pe locul Nr. 42 la 11 septembrie)
- Ulrikke Eikeri (a ajuns pe locul Nr. 38 la 2 octombrie)
- Ingrid Neel (a ajuns pe locul Nr. 39 la 2 octombrie)
- Leylah Fernandez (a ajuns pe locul Nr. 17 la 23 octombrie)
- Marie Bouzková (a ajuns pe locul Nr. 23 la 23 octombrie)
- Aldila Sutjiadi (a ajuns pe locul Nr. 26 la 23 octombrie)
- Miyu Kato (a ajuns pe locul Nr. 27 la 23 octombrie)
- Sara Sorribes Tormo (a ajuns pe locul Nr. 33 la 23 octombrie)
- Storm Hunter (a ajuns pe locul Nr. 1 la 6 noiembrie)
- Laura Siegemund (a ajuns pe locul Nr. 5 la 6 noiembrie)
- Erin Routliffe (a ajuns pe locul Nr. 11 la 6 noiembrie)
- Ingrid Gamarra Martins (a ajuns pe locul Nr. 47 la 6 noiembrie)

## Clasament WTA
Mai jos sunt clasamentele anuale WTA ale primelor 20 de jucătoare de simplu și de dublu.
| Trn = Număr de turnee                                   |
| Cls '22 = Poziția în clasament la sfârșitul anului 2022 |

| 1  | Iga Świątek (POL)         | 9.295 | 19 | 1   | 1  | 2   | ▬     |
| 2  | Arina Sabalenka           | 9.050 | 16 | 5   | 1  | 5   | ▲ 3   |
| 3  | Coco Gauff (USA)          | 6.580 | 19 | 7   | 3  | 7   | ▲ 4   |
| 4  | Elena Rîbakina (KAZ)      | 6.365 | 18 | 22  | 3  | 25  | ▲ 18  |
| 5  | Jessica Pegula (USA)      | 5.975 | 20 | 3   | 3  | 5   | ▼ 2   |
| 6  | Ons Jabeur (TUN)          | 4.195 | 21 | 2   | 2  | 7   | ▼ 4   |
| 7  | Markéta Vondroušová (CZE) | 4.075 | 17 | 99  | 6  | 105 | ▲ 92  |
| 8  | Karolína Muchová (CZE)    | 3.651 | 16 | 149 | 8  | 151 | ▲ 141 |
| 9  | Maria Sakkari (GRE)       | 3.620 | 24 | 6   | 6  | 10  | ▼ 3   |
| 10 | Barbora Krejčíková (CZE)  | 2.880 | 21 | 21  | 10 | 30  | ▲ 11  |
| 11 | Beatriz Haddad Maia (BRA) | 2.855 | 23 | 15  | 10 | 21  | ▲ 4   |
| 12 | Madison Keys (USA)        | 2.816 | 18 | 11  | 10 | 25  | ▼ 1   |
| 13 | Jeļena Ostapenko (LAT)    | 2.720 | 23 | 18  | 12 | 26  | ▲ 5   |
| 14 | Petra Kvitová (CZE)       | 2.660 | 17 | 16  | 8  | 14  | ▲ 2   |
| 15 | Zheng Qinwen (CHN)        | 2.660 | 23 | 25  | 15 | 30  | ▲ 15  |
| 16 | Liudmila Samsonova        | 2.650 | 24 | 20  | 12 | 22  | ▲ 4   |
| 17 | Belinda Bencic (SUI)      | 2.570 | 18 | 12  | 9  | 17  | ▼ 5   |
| 18 | Daria Kasatkina           | 2.550 | 25 | 8   | 8  | 18  | ▼ 10  |
| 19 | Veronika Kudermetova      | 2.520 | 25 | 9   | 9  | 19  | ▼ 10  |
| 20 | Caroline Garcia (FRA)     | 2.095 | 27 | 4   | 4  | 20  | ▼ 16  |

#### Nr. 1 în clasament
| Deținător         | Dată start          | Dată stop           |
| ----------------- | ------------------- | ------------------- |
| Iga Świątek (POL) | Finalul anului 2022 | 10 septembrie 2023  |
| Arina Sabalenka   | 11 septembrie 2023  | 5 noiembrie 2023    |
| Iga Świątek (POL) | 6 noiembrie 2023    | Finalul anului 2023 |

## Distribuția punctelor
Punctele se acordă după cum urmează:
| Categorie               | C         | F                                    | SF                                   | QF                                                         | R16                                                        | R32                                                        | R64                                                        | R128                                                       | Q                                                          | Q3                                                         | Q2                                                         | Q1                                                         |
| Grand Slam (S)          | 2000      | 1300                                 | 780                                  | 430                                                        | 240                                                        | 130                                                        | 70                                                         | 10                                                         | 40                                                         | 30                                                         | 20                                                         | 2                                                          |
| Grand Slam (D)          | 2000      | 1300                                 | 780                                  | 430                                                        | 240                                                        | 130                                                        | 10                                                         | –                                                          | 40                                                         | –                                                          | –                                                          | –                                                          |
| WTA Finals (S)          | 1500*     | 1080*                                | 750*                                 | (+125 per meci Round Robin; +125 per victorie Round Robin) | (+125 per meci Round Robin; +125 per victorie Round Robin) | (+125 per meci Round Robin; +125 per victorie Round Robin) | (+125 per meci Round Robin; +125 per victorie Round Robin) | (+125 per meci Round Robin; +125 per victorie Round Robin) | (+125 per meci Round Robin; +125 per victorie Round Robin) | (+125 per meci Round Robin; +125 per victorie Round Robin) | (+125 per meci Round Robin; +125 per victorie Round Robin) | (+125 per meci Round Robin; +125 per victorie Round Robin) |
| WTA Finals (D)          | 1500      | 1080                                 | 750                                  | 375                                                        | –                                                          | –                                                          | –                                                          | –                                                          | –                                                          | –                                                          | –                                                          | –                                                          |
| WTA 1000 (96S)          | 1000      | 650                                  | 390                                  | 215                                                        | 120                                                        | 65                                                         | 35                                                         | 10                                                         | 30                                                         | –                                                          | 20                                                         | 2                                                          |
| WTA 1000 (64/60S)       | 1000      | 650                                  | 390                                  | 215                                                        | 120                                                        | 65                                                         | 10                                                         | –                                                          | 30                                                         | –                                                          | 20                                                         | 2                                                          |
| WTA 1000 (28/32D)       | 1000      | 650                                  | 390                                  | 215                                                        | 120                                                        | 10                                                         | –                                                          | –                                                          | –                                                          | –                                                          | –                                                          | –                                                          |
| WTA 1000 (56S, 48Q/32Q) | 900       | 585                                  | 350                                  | 190                                                        | 105                                                        | 60                                                         | 1                                                          | –                                                          | 30                                                         | -                                                          | 20                                                         | 1                                                          |
| WTA 1000 (28D)          | 900       | 585                                  | 350                                  | 190                                                        | 105                                                        | 1                                                          | –                                                          | –                                                          | –                                                          | –                                                          | –                                                          | –                                                          |
| WTA 500 (64/56S)        | 470       | 305                                  | 185                                  | 100                                                        | 55                                                         | 30                                                         | 1                                                          | –                                                          | 25                                                         | –                                                          | 13                                                         | 1                                                          |
| WTA 500 (32/30/28S)     | 470       | 305                                  | 185                                  | 100                                                        | 55                                                         | 1                                                          | –                                                          | –                                                          | 25                                                         | 18                                                         | 13                                                         | 1                                                          |
| WTA 500 (28D)           | 470       | 305                                  | 185                                  | 100                                                        | 55                                                         | 1                                                          | –                                                          | –                                                          | –                                                          | –                                                          | –                                                          | –                                                          |
| WTA 500 (16D)           | 470       | 305                                  | 185                                  | 100                                                        | 1                                                          | –                                                          | –                                                          | –                                                          | –                                                          | –                                                          | –                                                          | –                                                          |
| WTA Elite Trophy (S)    | 700*      | 440*                                 | 240*                                 | (+40 per meci Round Robin; +80 per victorie Round Robin)   | (+40 per meci Round Robin; +80 per victorie Round Robin)   | (+40 per meci Round Robin; +80 per victorie Round Robin)   | (+40 per meci Round Robin; +80 per victorie Round Robin)   | (+40 per meci Round Robin; +80 per victorie Round Robin)   | (+40 per meci Round Robin; +80 per victorie Round Robin)   | (+40 per meci Round Robin; +80 per victorie Round Robin)   | (+40 per meci Round Robin; +80 per victorie Round Robin)   | (+40 per meci Round Robin; +80 per victorie Round Robin)   |
| WTA 250 (32S, 32Q)      | 280       | 180                                  | 110                                  | 60                                                         | 30                                                         | 1                                                          | –                                                          | –                                                          | 18                                                         | 14                                                         | 10                                                         | 1                                                          |
| WTA 250 (32S, 24/16Q)   | 280       | 180                                  | 110                                  | 60                                                         | 30                                                         | 1                                                          | –                                                          | –                                                          | 18                                                         | –                                                          | 12                                                         | 1                                                          |
| WTA 250 (28D)           | 280       | 180                                  | 110                                  | 60                                                         | 30                                                         | 1                                                          | -                                                          | –                                                          | –                                                          | –                                                          | –                                                          | –                                                          |
| WTA 250 (16D)           | 280       | 180                                  | 110                                  | 60                                                         | 1                                                          | –                                                          | –                                                          | –                                                          | –                                                          | –                                                          | –                                                          | –                                                          |
| United Cup              | 500 (max) | Pentru detalii, vezi United Cup 2023 | Pentru detalii, vezi United Cup 2023 | Pentru detalii, vezi United Cup 2023                       | Pentru detalii, vezi United Cup 2023                       | Pentru detalii, vezi United Cup 2023                       | Pentru detalii, vezi United Cup 2023                       | Pentru detalii, vezi United Cup 2023                       | Pentru detalii, vezi United Cup 2023                       | Pentru detalii, vezi United Cup 2023                       | Pentru detalii, vezi United Cup 2023                       | Pentru detalii, vezi United Cup 2023                       |

S = simplu, D = dublu, Q = calificare.

* Presupune recordul neînvins al meciului Round Robin.

## Cele mai mari premii în bani în 2023
| Premii în US$ la data de 13 noiembrie 2023 | Premii în US$ la data de 13 noiembrie 2023 | Premii în US$ la data de 13 noiembrie 2023 | Premii în US$ la data de 13 noiembrie 2023 | Premii în US$ la data de 13 noiembrie 2023 | Premii în US$ la data de 13 noiembrie 2023 |
| #                                          | Jucătoare                                  | Simplu                                     | Dublu                                      | Dublu mixt                                 | Total în 2023                              |
| ------------------------------------------ | ------------------------------------------ | ------------------------------------------ | ------------------------------------------ | ------------------------------------------ | ------------------------------------------ |
| 1.                                         | Iga Świątek                                | $9.857.686                                 | $0                                         | $0                                         | $9.857.686                                 |
| 2.                                         | Arina Sabalenka                            | $8.195.703                                 | $6,950                                     | $0                                         | $8.202.653                                 |
| 3.                                         | Coco Gauff                                 | $5.953.882                                 | $715.740                                   | $0                                         | $6.669.622                                 |
| 4.                                         | Jessica Pegula                             | $5.200.095                                 | $715.740                                   | $52.054                                    | $5.967.890                                 |
| 5.                                         | Elena Rîbakina                             | $5.429.334                                 | $64.103                                    | $0                                         | $5.493.437                                 |
| 6.                                         | Markéta Vondroušová                        | $4.334.528                                 | $138.750                                   | $0                                         | $4.473.278                                 |
| 7.                                         | Ons Jabeur                                 | $3.175.679                                 | $18,885                                    | $0                                         | $3.194.564                                 |
| 8.                                         | Beatriz Haddad Maia                        | $2.468.715                                 | $390.106                                   | $0                                         | $2.858.821                                 |
| 9.                                         | Karolína Muchová                           | $2.796.338                                 | $8.100                                     | $0                                         | $2.804.438                                 |
| 10.                                        | Maria Sakkari                              | $2.600.139                                 | $5,274                                     | $0                                         | $2.605.413                                 |

## Retrageri
Mai jos sunt enumerate jucătorele notabile (câștigătoare a unui titlu de turneu principal și/sau parte a Top 100 din clasamentul WTA la simplu sau primii 100 la dublu, timp de cel puțin o săptămână) care și-au anunțat retragerea din tenisul profesionist, au devenit inactive (după ce nu au jucat mai mult de 52 de săptămâni) sau au fost interzise definitiv să joace, în sezonul 2023: 

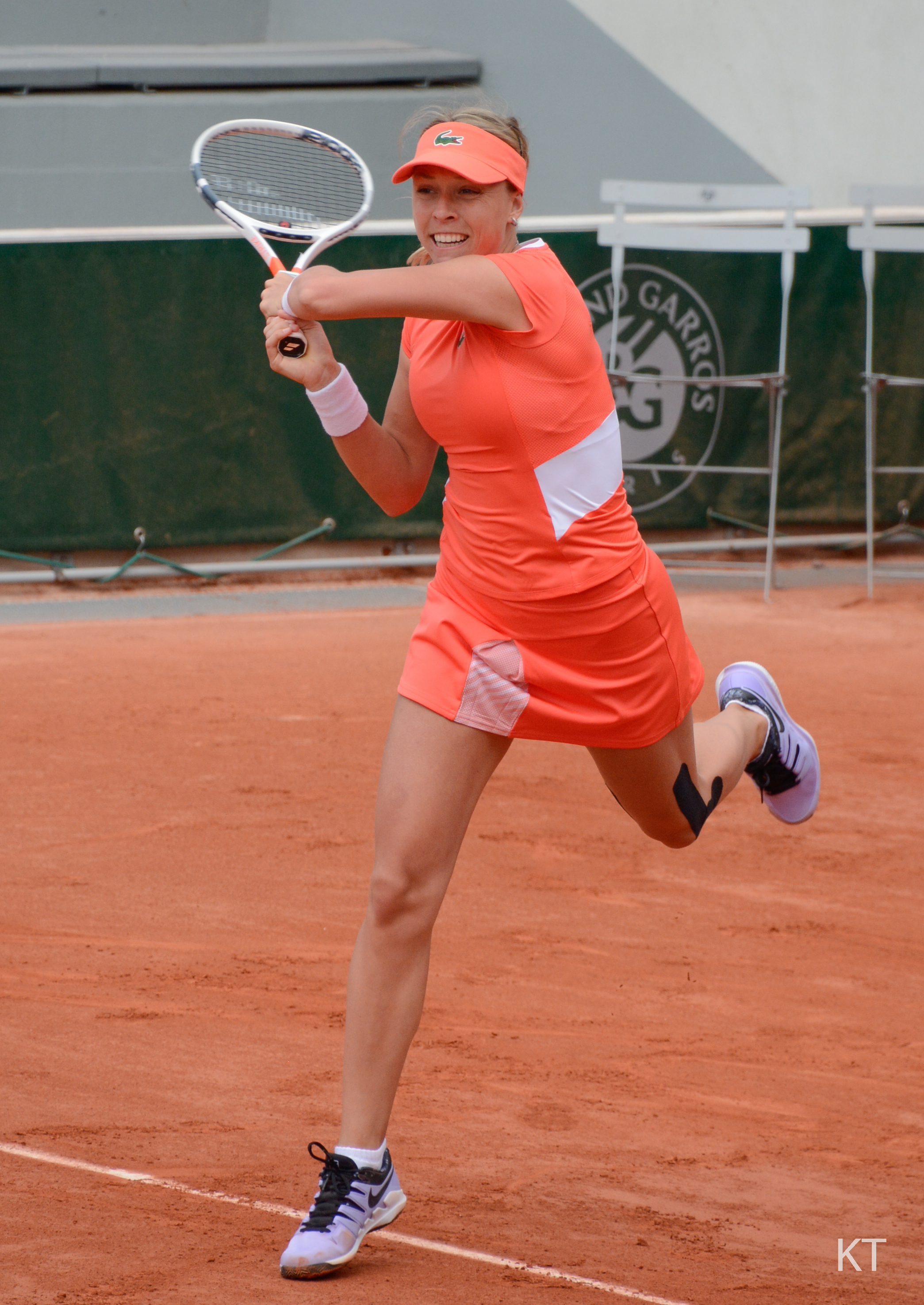
Anett Kontaveit, fostă nr.2 mondial la simplu

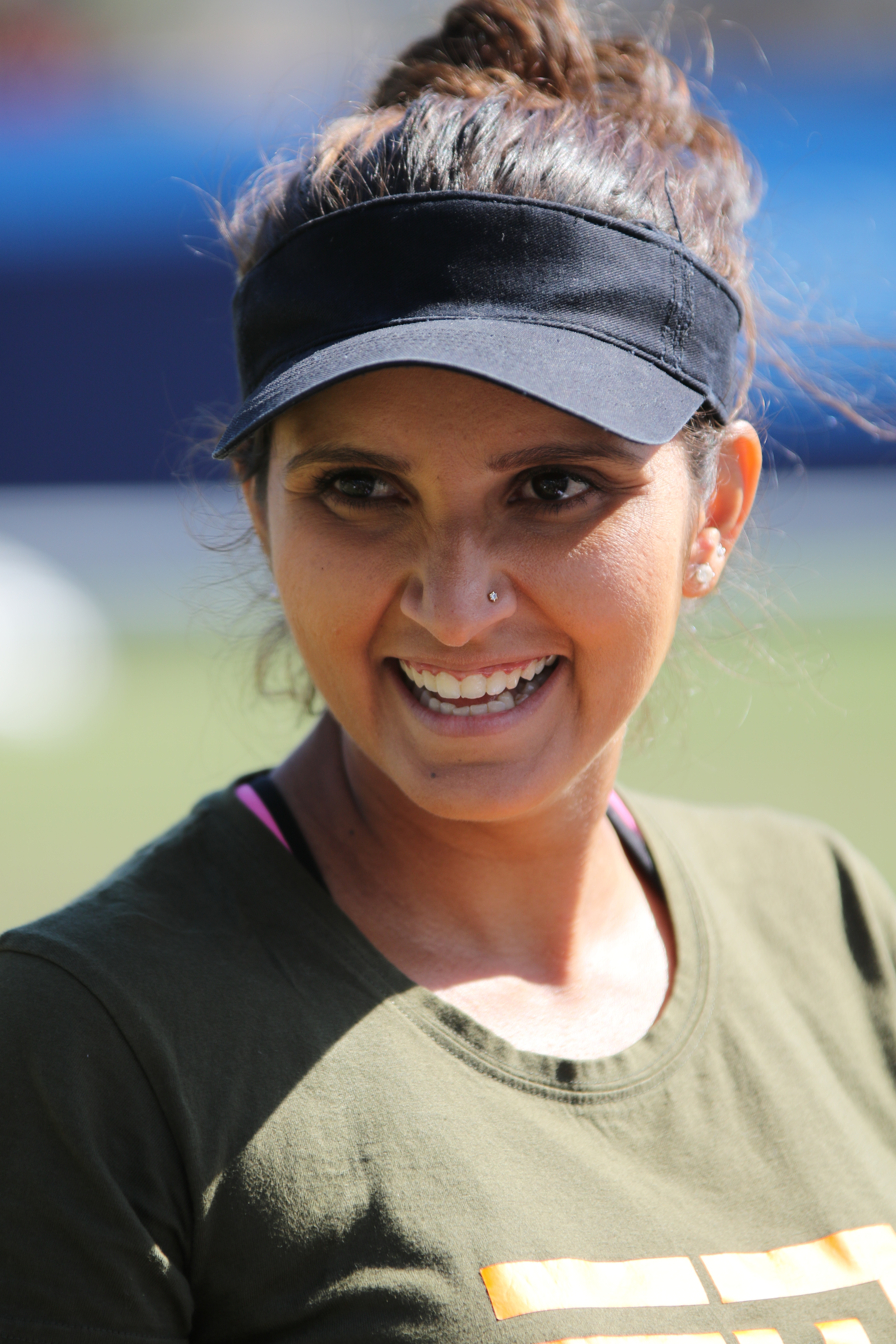
Sania Mirza, fostă nr.1 mondial la dublu

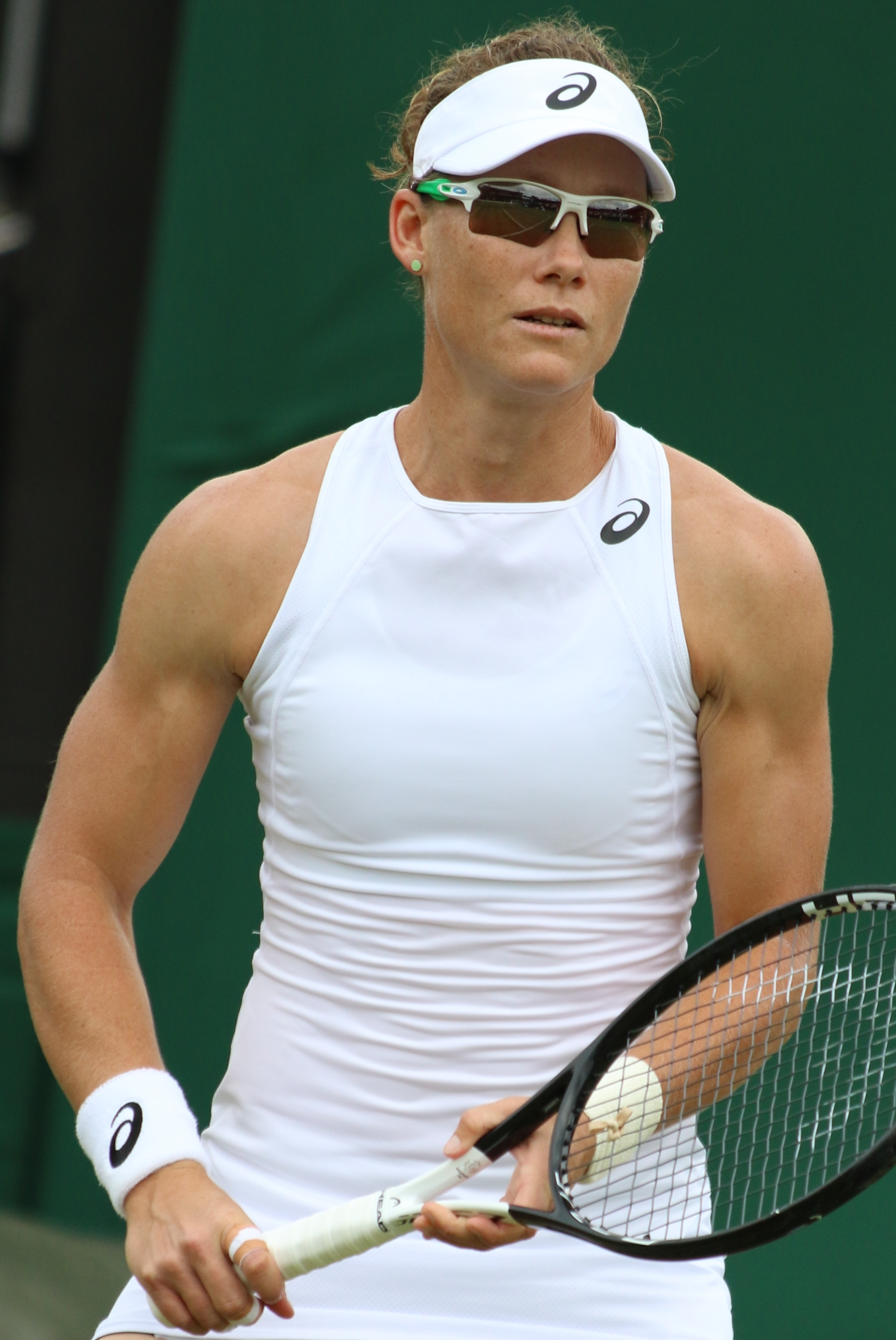
Samantha Stosur, fostă nr.1 mondial la dublu

- Irina Falconi (n. 4 mai 1990, Portoviejo, Ecuador) s-a alăturat circuitului profesionist în 2010 și a ajuns pe locul 63 la simplu în mai 2016 și pe locul 70 la dublu în iunie 2013. Ea a câștigat un titlu la simplu. Falconi și-a anunțat retragerea în august 2023 și a jucat ultimul său meci la profesioniști la Wimbledon 2023.[9]
- Kirsten Flipkens (n. 10 ianuarie 1986, Geel, Belgia) a devenit jucătoare profesionistă în 2003. Cea mai înaltă poziție în clasamentul WTA la simplu este locul 13 mondial, în august 2013, și locul 23 mondial la dublu, în iulie 2019. A câștigat un titlu la simplu și șapte la dublu. Flipkens și-a anunțat retragerea în iulie 2023 și a jucat ultimul meci ca profesionistă la Wimbledon 2023.[10]
- Anett Kontaveit (n. 24 decembrie 1995, Tallinn, Estonia) a devenit jucătoare profesionistă în 2010. Cea mai înaltă poziție în clasamentul WTA la simplu este locul 2 mondial, în iunie 2022. Kontaveit a câștigat șase titluri WTA. Și-a anunțat retragerea la 20 iunie 2023 din cauza problemelor pe care le are la spate. Wimbledon 2023 va fi ultimul turneu al carierei sale.[11]
- Sania Mirza (n. 15 noiembrie 1986, Mumbai, India) a devenit jucătoare profesionistă în februarie 2003. Cea mai înaltă poziție în clasamentul WTA la simplu este locul 27 mondial, atins la 27 august 2007. Mirza a câștigat un titlu de simplu pe Circuitul WTA la simplu, la Hyderabad Open din 2005; ea a câștigat, de asemenea, 14 titluri de simplu în Turul ITF. La simplu, ea a ajuns în a patra rundă laUS Open din 2005.  Cunoscută în primul rând pentru succesul ei la dublu, Mirza este fosta numărul 1 mondial la dublu, ajungând pentru prima dată în clasament la 13 aprilie 2015, câștigând 43 de titluri la dublu pe Circuitul WTA. Printre acestea se numără trei titluri de Grand Slam, la Campionatele de la Wimbledon 2015, US Open 2015 și Australian Open 2016, toate în parteneriat cu Martina Hingis; ea a câștigat, de asemenea, trei titluri de Grand Slam la dublu mixt, la Australian Open 2009 și French Open 2012, în parteneriat cu Mahesh Bhupathi, și la US Open 2014, în parteneriat cu Bruno Soares. Mirza a anunțat la 7 ianuarie că se va retrage după Campionatele de tenis de la Dubai din februarie.[12][13]
- Ayumi Morita (n. 11 martie 1990, Ōta, Japonia) a devenit jucătoare profesionistă în 2005. Cea mai înaltă poziție în clasamentul WTA la simplu este locul 40 mondial, în octombrie 2011 și locul 65 mondial la dublu, în februarie 2009. Ea a obținut cea mai bună performanță la un turneu de Grand Slam la Australian Open în 2011 și 2013, când a ajuns în runda a treia în ambele ocazii. Ea a jucat ultimul său meci la profesioniști în noiembrie 2022, la un eveniment din Tokyo din cadrul circuitului ITF, unde a pierdut în fața lui Han Na-lae. Morita și-a anunțat retragerea la 4 august 2023 în urma unei serii de accidentări.[14]
- Anastasia Rodionova (n. 12 mai 1982, Tambov, Uniunea Sovietică) s-a alăturat circuitului profesionist în 1997 și a ajuns pe locul 62 în carieră la simplu în august 2010 și pe locul 15 la dublu în septembrie 2014. Ea a câștigat unsprezece titluri la dublu. Cele mai mari realizări ale carierei sale au venit la dublu, ea ajungând în finala probei de dublu mixt la Campionatele de la Wimbledon din 2003, alături de Andy Ram, și în semifinalele probei de dublu feminin la US Open 2010, alături de Cara Black. Rodionova și-a anunțat retragerea din activitate în august 2023.[15]
- Samantha Stosur (n. 30 martie 1984, Brisbane, Australia) a devenit jucătoare profesionistă în octombrie 1998. Cea mai înaltă poziție în clasamentul WTA la simplu este locul 4 mondial obținut la 21 februarie 2011, iar la dublu nr.1 mondial (6 februarie 2006). A câștigat nouă titluri WTA la simplu, inclusiv US Open 2011 și, de asemenea, a ajuns în finala Openului Francez din 2010. Cunoscută pentru abilitățile ei la dublu, Stosur a câștigat 28 de titluri WTA la dublu, inclusiv titluri de Grand Slam la US Open 2005, French Open 2006, Australian Open 2019 și US Open 2021. Ea a câștigat, de asemenea, titluri de Grand Slam la dublu mixt la Australian Open 2005 și la Campionatele de la Wimbledon din 2008 și 2014. Deși Stosur a anunțat la 29 decembrie 2021 că Australian Open 2022 va fi ultimul ei turneu de simplu și că 2022 va fi ultimul ei an pe circuitul de dublu,[16] în ianuarie 2023 a anunțat că Australian Open 2023 va fi ultima ei apariție în circuitul feminin.
- CoCo Vandeweghe (n. 6 decembrie 1991, Rancho Santa Fe, California) a intrat în circuitul profesionist în 2008. Ea a atins cel mai bun clasament din carieră: locul 9 mondial la simplu în ianuarie 2018 și locul 14 mondial la dublu în octombrie 2018. Vandeweghe a câștigat două titluri la simplu și patru titluri la dublu. La simplu, ea a ajuns în semifinale la Australian Open 2017 și US Open 2017. Vandeweghe și-a anunțat retragerea în august 2023 și și-a făcut ultima apariție la profesioniști la US Open 2023.[17]
- Maryna Zanevska (n. 24 august 1993, Odesa, Ucraina) a devenit jucătoare profesionistă în 2009. Cea mai înaltă poziție în clasamentul WTA la simplu este locul 62 mondial, în mai 2022 și locul 86 mondial la dublu, în iunie 2014. Ea este deținătoare a unui titlu WTA la simplu și a fost finalistă în alte patru finale de dublu. Zanevska a reușit cele mai bune performanțe la turneele de Grand Slam, toate în 2022. La simplu, ea a ajuns în runda a doua atât la Australian Open, cât și la US Open, iar la dublu, a ajuns în sferturile de finală la Roland Garros. Zanevska și-a anunțat retragerea pe 8 august 2023, după ce a dezvăluit că se luptă cu dureri cronice de spate, iar ultima sa apariție la profesioniști va avea loc la US Open 2023.[18]
- Misaki Doi a anunțat în august că va juca ultimele turnee ale carierei pe teren propriu, la Osaka și Tokyo.
- Barbora Strýcová a jucat ultimul meci la profesioniști în septembrie 2023, la US Open, la dublu mixt, în pereche cu Santiago Gonzalez.[19]

## Reveniri
- Margarita Betova s-a întors în februarie și a jucat primele meciuri de calificare la Abu Dhabi Open 2023 și la Dubai Tennis Championships 2023.
- Jennifer Brady s-a întors în iulie.
- Polona Hercog și-a făcut revenirea în mai, la calificările de la French Open.
- Hsieh Su-wei și-a făcut revenirea în aprilie, la Madrid Open 2023 la dublu.
- Barbora Strýcová și-a făcut revenirea în aprilie, la Madrid Open 2023, la simplu și dublu.[20]
- Caroline Wozniacki și-a făcut revenirea în luna august la turneul de la Montreal și la US Open.